# 過去に存在した西友の店舗
過去に存在した西友の店舗（かこにそんざいしたせいゆうのてんぽ）は、かつて西友によって運営されていた店舗について記述する。 

## 北海道
- 月寒店（札幌市豊平区月寒中央通9丁目3-38[1]、1973年（昭和48年）10月4日開店[2][3][4] - 1992年（平成4年）8月末閉店[5]）

西武流通グループの北海道1号店「ショッピングタウン月寒」として豊平区月寒中央通九丁目に出店した。
店舗面積約3,950m2 → 約4,040m2、駐車台数約165台 → 約250台。
店舗跡地には、現在パチンコパーラーマンモス・21月寒店がある。
- 西野店（札幌市西区西野一条3-57[7]、1976年（昭和51年）12月10日開店[3] - 1994年（平成6年）2月期閉店[8]

店舗面積7,216m2（直営売り場面積5,520m2）、駐車台数約583台 → 約660台。
西町店への移転のため閉店。
- 手稲前田店（札幌市手稲区前田3-10-2-21[注 1][9]、1979年（昭和54年）10月開店[9] - 1997年（平成9年）2月期閉店[8]）

店舗面積4,682m2（直営売り場面積4,000m2）、駐車台数約34台。
1996年（平成8年）4月29日にJR手稲駅前のメルシャン・プラース内に手稲店が開業。
- 滝川店（滝川市栄町3-9-2[13][14]、1986年（昭和61年）10月9日開店[14][15] - 2003年（平成15年）8月31日閉店[16]）

敷地面積約6,224m2、鉄筋コンクリート造地下1階地上4階建て塔屋2階、延べ床面積約24,073m2（当社占有面積約15,606.88m2）、店舗面積約9,734m2（当社店舗面積約7,022m2）、駐車台数約650台。
滝川駅前再開発ビルの核店舗として出店しており、開業時点で45店の専門店が入居していた。
閉店後の建物はそのまま、テナントビル「滝川スマイルビル」として利用されたが、有力テナントの撤退や新型コロナウイルスの影響により2021年3月末閉鎖。
- 岩見沢店（1988年（昭和63年）12月2日開店[19][20] - 2009年（平成21年）3月31日閉店[21]）

敷地面積約6,106.44m2、、鉄骨造一部鉄骨鉄筋コンクリート造地下1階地上5階建て、延べ床面積約24,417.31m2、店舗面積約11,100m2、駐車台数約600台。
岩見沢ポルタの核店舗として地上5階・地下1階建てのビルのうち地上4階から地下1階に出店していた。
2004年（平成16年）11月3日に開店したポスフール岩見沢店の影響を受けて売上が減少し、閉店となった。
店舗跡は2012年（平成24年）4月1日に「であえーる岩見沢」として新装開業し、1階にいわみざわ農協のAコープが入居し、3階に岩見沢市教育委員会の教育や子育て関連部署が入居などが入居した。
- 函館西武店（函館市梁川町9[29]、1981年（昭和56年）3月開店[29] - 2003年（平成15年）8月10日閉店[30]）

西武百貨店40%、西武化学工業20%、西友ストアー15%、江原産業15% 、北海道西武10%という出資比率で設立した資本金10億円の「函館西武」が運営する形で開業した。
1991年（平成3年）度に「西友」から譲渡することが公正取引委員会から許可を得られたため、「西武北海道函館西武店」となり、2002年（平成14年）に西武百貨店の再建策の一環として閉店となった。
当店閉店後、本町から当店のあった梁川町への人の流れが減少し、隣接するテーオーデパートの売上が減少するなど店舗周辺の商店街の集客力や売上が減少するなどの影響が出た。
店舗跡は2005年（平成17年）12月22日に西友系不動産管理会社のエスシーシーが運営する複合娯楽施設「パボッツ函館（現・テキサス函館）」として開業した。
- 旭川西武店（1975年（昭和50年）8月8日開店[36] - 2016年（平成28年）9月30日閉店[37]）

1975年（昭和50年）8月の開店時の建物は、後のB館部分。
1981年（昭和56年）9月1日に「旭川西武」と「旭川緑屋ストアー」（後のA館部分）と統合。さらに1988年（昭和63年）に、札幌市の百貨店「五番館」と合併して「西武北海道」となったため西武北海道の運営に移り、1997年（平成9年）3月1日には、西武百貨店に吸収合併された。

### イオン北海道に継承された店舗

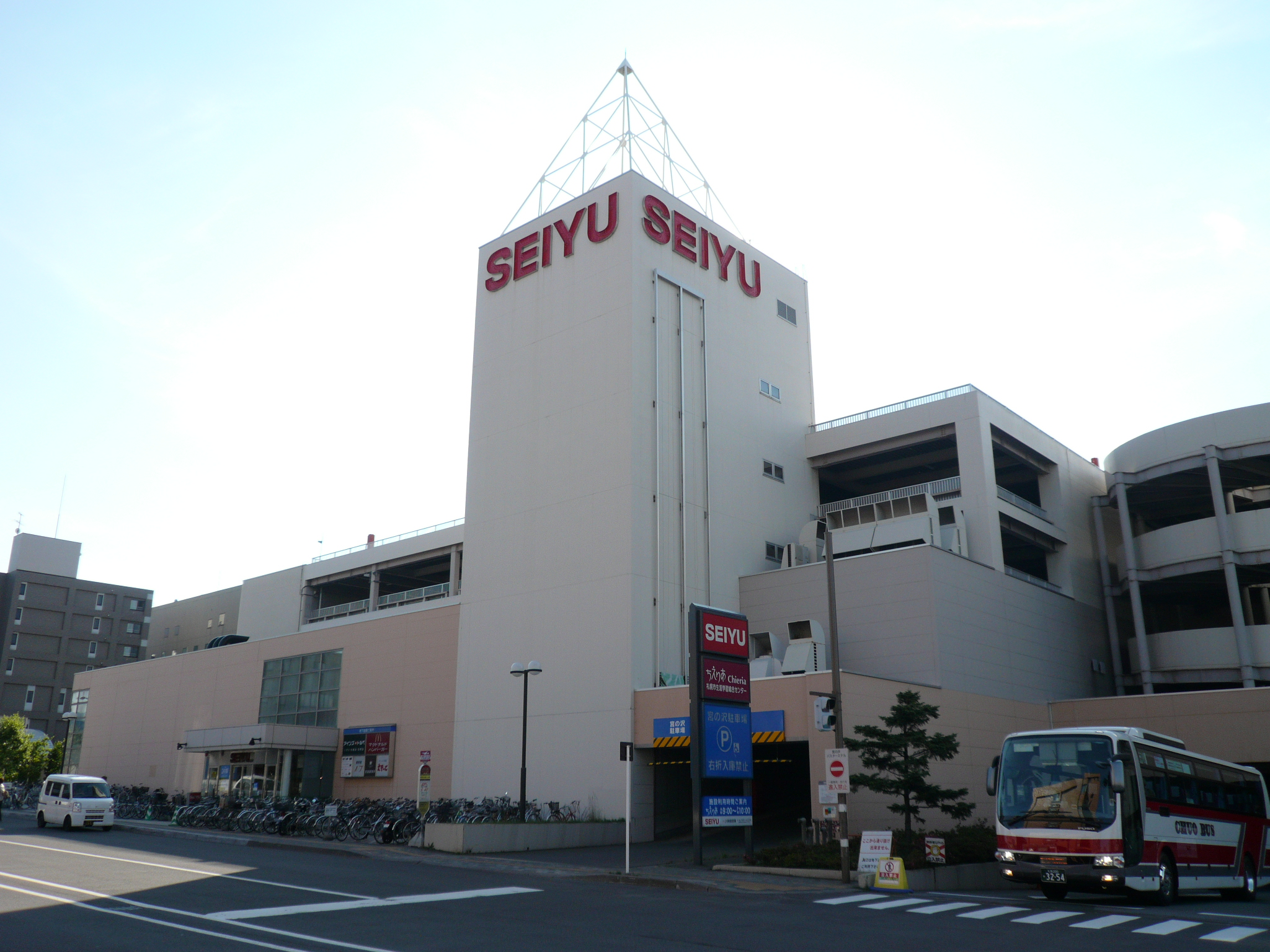
宮の沢店

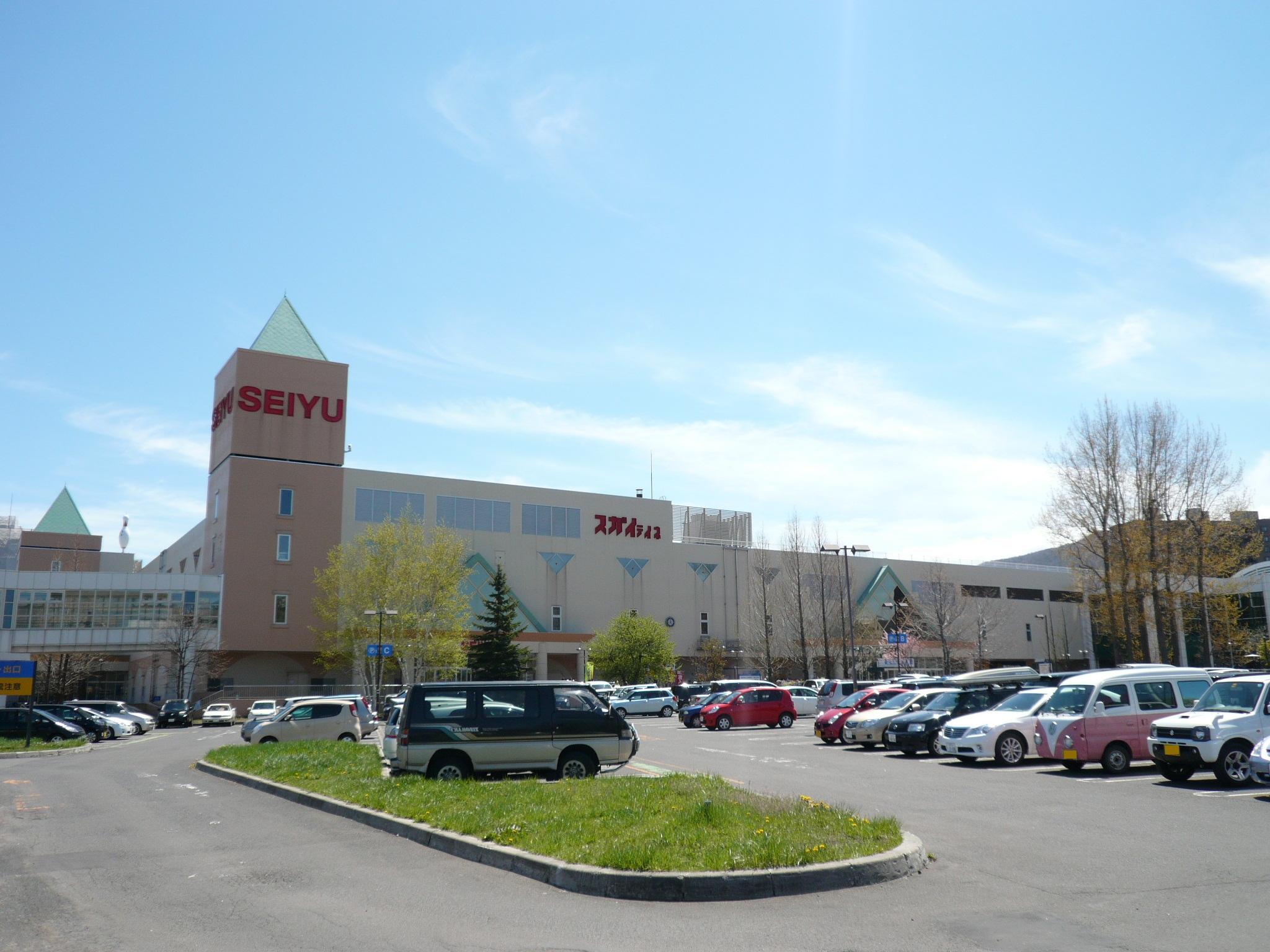
手稲店

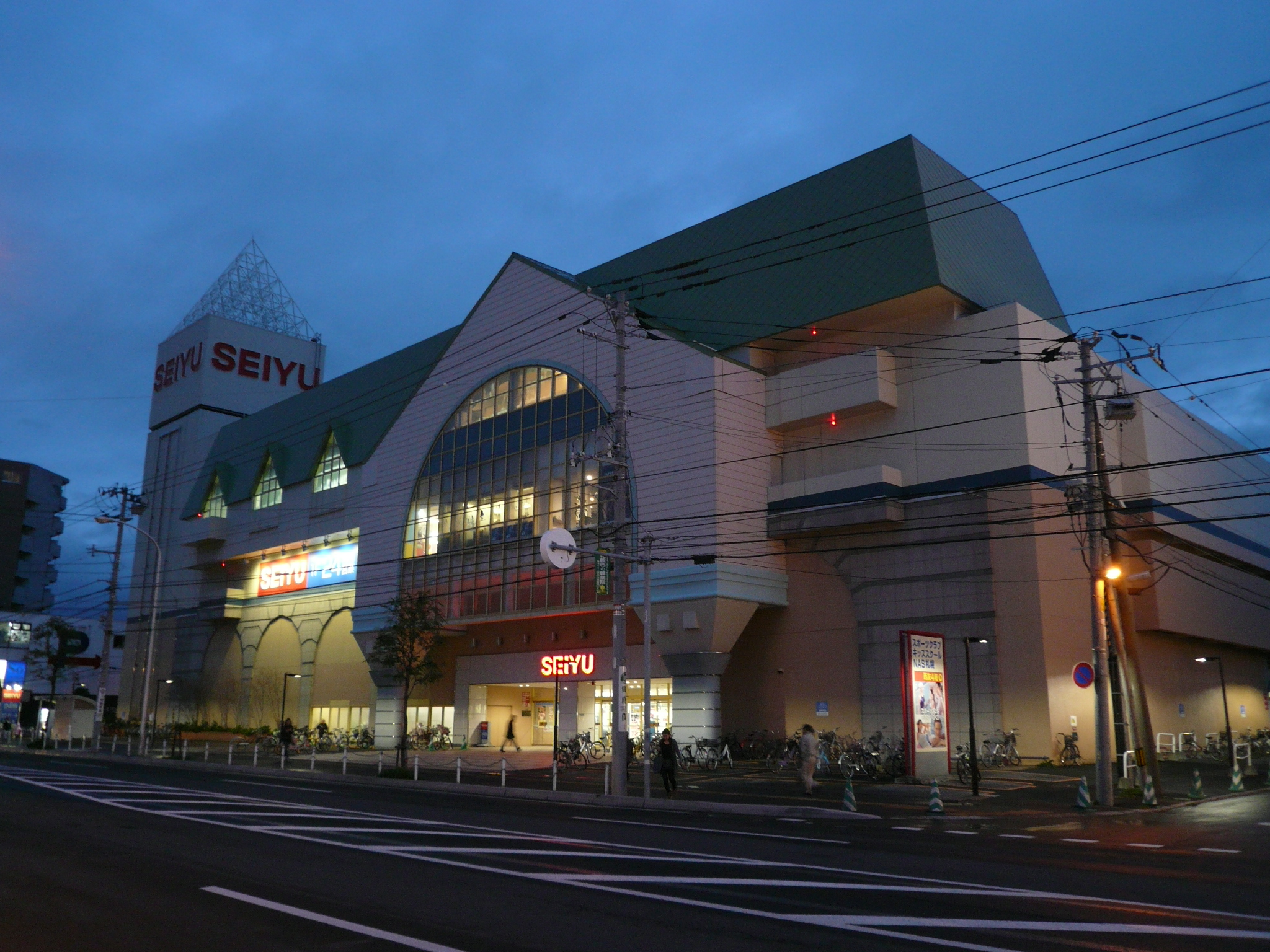
西町店

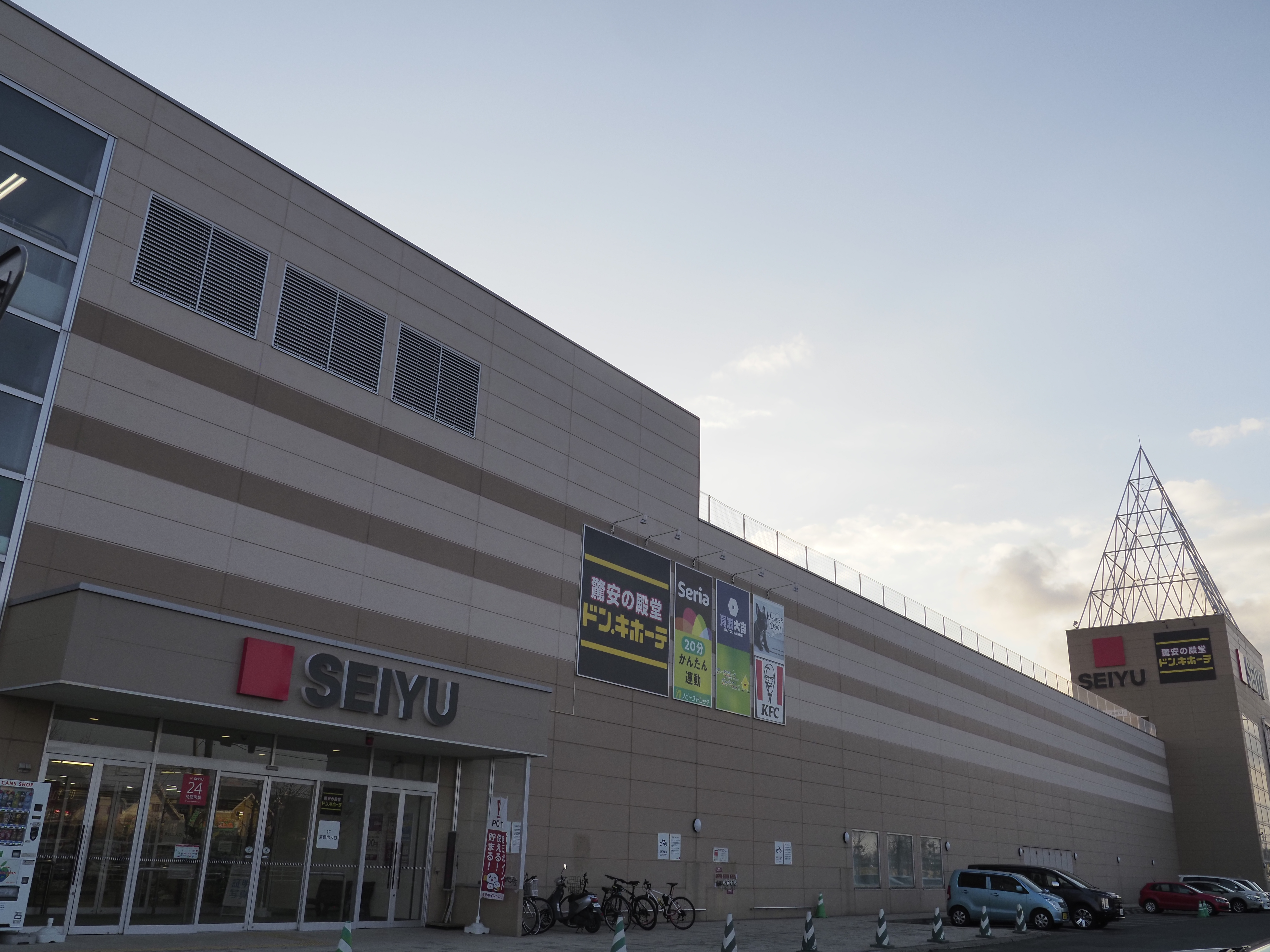
厚別店

- 平岸店（札幌市豊平区平岸2条10-3-28[広報 1]、1981年（昭和56年）9月開店[39] - 2024年（令和6年）9月29日閉店[広報 2]）

売り場面積約5,696m2。
イオン北海道への継承後、2024年（令和6年）11月9日にイオン札幌平岸店として開店。
- 清田店（札幌市清田区平岡1条1-1-3[広報 4][注 2]、1982年（昭和57年）10月9日開店 - 2024年（令和6年）9月29日閉店[広報 2]）

敷地面積約18,252m2、地上4階建て塔屋1階、延べ床面積約13,694m2、店舗面積約7,334m2（直営店舗面積約5,768m2）、駐車台数約500台。
1982年（昭和57年）10月9日に地下水使用による食中毒事件が発生し、10日間の営業停止処分が科された。
イオン北海道への継承後、2024年（令和6年）11月22日にイオン札幌清田店として開店。
- 宮の沢店（札幌市西区宮の沢1条1丁目17番地14号[44]、1999年（平成11年）2月25日開店[45] - 2024年（令和6年）9月29日閉店[広報 2]）

敷地面積約16,800m2、鉄骨鉄筋コンクリート造地下1階地上4階建て、延べ床面積約36,850m2。
札幌市営地下鉄東西線宮の沢駅と直結してバスターミナルを併設した「宮の沢ターミナルビル」に出店を計画していた丸井今井が社長を解任して経営再建のためとして撤退したことから、代替の核店舗として出店した。
イオン北海道への継承後、2024年（令和6年）10月26日にマックスバリュ宮の沢店として開店。
- 福住店（札幌市豊平区福住1条3-10[広報 5]、2000年（平成12年）11月開店[48] - 2024年（令和6年）9月29日閉店[広報 2]）

テナントとしてドラッグストアのアインズが入居していたが、2024年9月8日に閉店した。
イオン北海道への継承後、2024年（令和6年）11月30日にザ・ビッグ福住店として開店。
- 西町店（札幌市西区西町南6丁目1番地[49]、1993年（平成5年）5月20日開店[50] - 2024年（令和6年）9月30日閉店[広報 2]）

鉄筋コンクリート造地上4階建て、延べ床面積約33,408m2、売り場面積約13,323m2。
イオン北海道への継承後、2024年（令和6年）11月2日にショッピングセンター名称をイオン札幌西町ショッピングセンター、直営店舗名をイオン札幌西町店として開店。
- 手稲店（札幌市手稲区前田1条11-1-1[51]、1996年（平成8年）4月29日開店[52] - 2024年（令和6年）9月30日閉店[広報 2]）

敷地面積約37,520m2、地下1階地上4階建て塔屋1階、延べ床面積約38,912m2、店舗面積約18,000m2、駐車台数約1,200台。
手稲駅北口に面したメルシャン札幌工場跡に開設された「メルシャン・プラース」の核店舗として出店していた。
イオン北海道への継承後、2024年（令和6年）12月14日にショッピングセンター名称をイオン札幌手稲駅前ショッピングセンター、直営店舗名をイオン札幌手稲駅前店として開店。
- 旭ヶ丘店（札幌市中央区南8条西25[54]、1976年（昭和51年）10月31日開店[3] - 2024年（令和6年）9月30日閉店[広報 2]）

売り場面積約4,785m2、駐車台数約227台 → 約300台。
イオン北海道への継承後、2024年（令和6年）12月7日にイオン札幌旭ヶ丘店として開店予定。当初は11月16日に開店予定だったが、延期した。
- 元町北二十四条店（札幌市東区北24条東20丁目4-1[55]、1978年（昭和53年）10月開店[56] - 2024年（令和6年）9月30日閉店[広報 2]）

売り場面積約5,478m2、駐車台数約41台 → 約560台。
イオン北海道への継承後、2024年（令和6年）12月7日にザ・ビッグ元町店として開店。
- 厚別店（札幌市厚別区厚別西4条6-700-126[57]、2000年（平成12年）12月15日開店[広報 8] - 2024年（令和6年）9月30日閉店[広報 2]）

店舗面積17,300m2（直営店舗面積12,000m2）。
無印良品が入居していたが、2018年10月22日に閉店した。
2023年に改装を行い、西友は食品に特化し、同年4月28日にドン・キホーテ厚別店が開店した。
イオン北海道への継承後、2024年（令和6年）11月30日にショッピングセンター名称をイオン札幌厚別ショッピングセンター、直営店舗名をイオン札幌厚別店として開店。

## 東北地方

### 宮城県

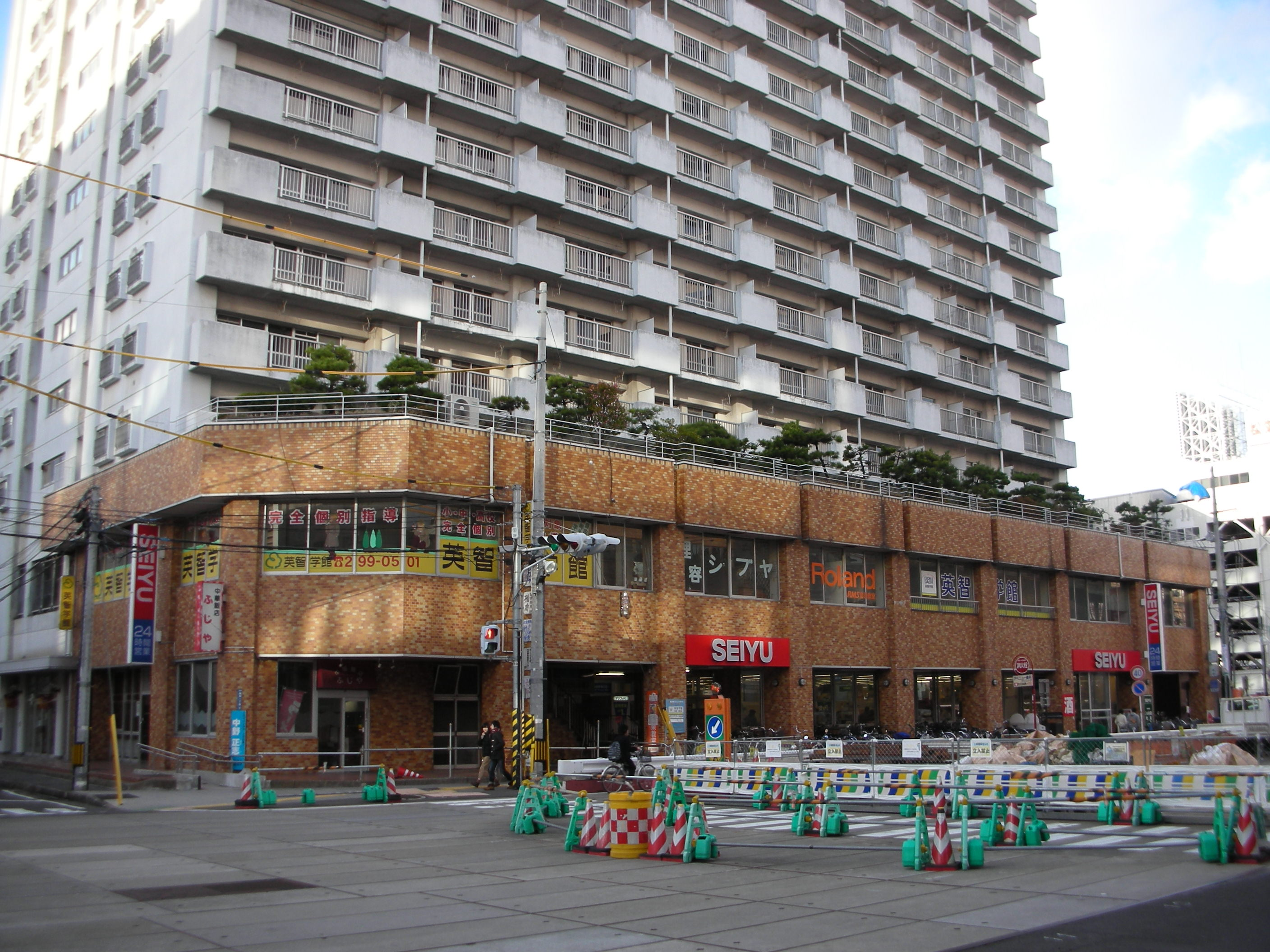
仙台駅東口店（2010年12月8日）

- SEIYO仙台店（1991年（平成3年）11月3日開店[62] - 1997年（平成9年）7月31日閉店[63]） → EBeanS（エンドーチェーンが運営するファッションビル）

1991年（平成3年）8月に閉店したエンドーチェーン仙台駅前店を、西友が賃貸・経営する形で開店。
店舗面積16,469m2。
- 長命ヶ丘店（旧エンドーチェーン、1982年（昭和57年）4月開店[65] - 閉店日不明）

店舗面積493m2。
- 仙台駅東口店（旧エンドーチェーン、1979年（昭和54年）3月開店[65] - 2011年（平成23年）5月8日閉店）

店舗面積920m2。
西友が入居していた駅東口スカイビル自体が解体され、跡地はヨドバシ仙台第2ビルとその立体第1駐車場となった。
- 荒巻店（仙台市青葉区荒巻本沢3-7-1[66]、1977年（昭和52年）12月1日エンドーチェーン開店[67] - 1993年（平成5年）3月1日西友に営業権譲渡[68] - 1997年（平成9年）8月閉店[69]）
荒巻セントラルプラザの核店舗として1階の食料品のヨークベニマル（売場面積約300坪）と共に出店し、2階で衣料品や雑貨を販売していた[70]。
- 多賀城桜木店（多賀城市桜木1-18-1、1983年（昭和58年）8月開店[64] - 2012年（平成24年）1月閉店）

店舗面積495m2。
- 勝山公園店[71]（仙台市青葉区上杉2丁目10-20、2012年（平成24年）6月10日閉店[71]）

周辺の再開発計画に伴うもの。
- 台原店[72]（仙台市青葉区堤町[73]、1969年（昭和44年）12月開店[64]）

店舗面積2,534m2。
東日本大震災のため休業して2012年（平成24年）7月から解体され、11月9日に新店舗建設を発表し、営業を再開。
- 中新田店（加美郡[65]、1976年（昭和51年）12月開店[65] - 2006年（平成18年）5月31日閉店[広報 9]）

店舗面積1,908m2。
閉店時の店舗面積1,838m2。
- 佐沼店（登米市、1993年（平成5年）3月1日西友に営業権譲渡[68] - 1998年（平成10年）1月閉店[69]）

店舗面積2,650m2。
- 仙台泉店（仙台市泉区高玉町9-144、2006年（平成18年）6月28日開店[広報 9] - 2016年（平成28年）9月19日閉店）
2011年（平成23年）の東日本大震災の影響で一時閉鎖したが、2012年（平成24年）3月に1階部分のみ再開。しかし、業績不振から2016年（平成28年）9月19日に閉店[75]。跡地は三井不動産によって「SPORTS LINK CITY FUN-TE（ファンテ）」として開発され、2017年（平成29年）12月1日に完成したスポーツ棟の記念式典を挙行した。また、スポーツ棟と合わせファンテの主要施設である音楽とサッカーの融合施設「MIFA Football Park 仙台」と「WILD BEACH 仙台」が2018年（平成30年）4月23日にオープン[76]。さらに同年7月20日にはカインズ仙台泉店も跡地にオープンした[77]。
- 富谷店（黒川郡富谷町富谷字荒田沢22[78]（現・富谷市）、1987年（昭和62年）12月10日エンドーチェーン開店[79] - 2024年（令和6年）3月14日閉店）[広報 10]
鉄筋コンクリート造・地上2階建て[78]。延べ床面積13,165m2[78]、売場面積9,800m2[78]
1993年（平成5年）3月1日付で株式会社西友に営業権が譲渡された[68]。 建物の老朽化や、業界や市場環境の変化のため、2024年3月14日閉店[79]

### 福島県
- 西武ストアー平店（平市字田町（現・いわき市平字田町）[80]、1957年（昭和32年）2月開店 - 1960年（昭和35年）1月31日閉店[81]）

1951年（昭和26年）、国鉄平駅前（現在のJRいわき駅前）に寄合百貨店「寿百貨店」として開店。1954年（昭和29年）に西武百貨店の支援を受け「日興デパート」、1957年（昭和32年）2月に西武ストアー平店として開店した。
平駅前に、売場面積5,600m2、地上1階・地下5階の規模の後継店舗にあたる西武百貨店を出店する予定で、西武ストアー隣接地に進出を模索するも、地元側の妨害工作もあり見込みが付かず、1959年（昭和34年）11月20日での部長会議での席上、堤康次郎会長が「地元に迷惑をかけてまで無理に進出する必要がない」と判断したことや、ロサンゼルス店開店に伴う合理化も重なり、西武百貨店出店の中止と西武ストアー平店の閉鎖を発表。閉店の発表は、1960年（昭和35年）2月2日に行われた記者会見で事後報告されたため、店舗の閉鎖は一切告知されず、「棚卸しのため臨時休業」の張り紙が出されただけであった。
西武流通グループの福島県本格進出は、1975年（昭和50年）9月の郡山店開店まで待つこととなる。
- 郡山店 → 郡山西武店（郡山市駅前1-16[3]、1975年（昭和50年）9月9日開店[31] - 2000年（平成12年）10月15日閉店[82]）

店舗面積12,859m2。
1975年（昭和50年）9月に、東邦精麦郡山駅前ビルの核テナントとして郡山店が開店。1976年（昭和51年）11月6日に、百貨店業態の郡山西武店へ業態転換。1991年（平成3年）度には170億円の売上を記録した。
2000年（平成12年）10月に閉店した郡山西武店は、2000年（平成12年）11月22日開店のザ・モール郡山内の「LIVIN郡山店」に移転・業態転換。同時に、1975年の旭川西武店の出店から25年続いた西友本体の百貨店事業は、最後まで残っていた郡山西武店の閉店を持って撤退した。
郡山西武店の入っていた東邦精麦郡山駅前ビルは、西友が運営に参加する「アティ郡山」として2001年（平成13年）5月25日に開業。
2010年（平成22年）11月に、2011年（平成23年）5月に契約満了を機会に西友が完全に撤退することを発表。しかし、東北地方太平洋沖地震（東日本大震災）の影響で、2011年（平成23年）3月11日をもって2ヶ月前倒しで全館閉鎖。ビルオーナーの東邦精麦（現在のTOHOピクス）が自ら運営することになり、全館を大幅に改装した上で、2011年（平成23年）9月22日にヨドバシカメラマルチメディア郡山が新たな核店舗として開店し、同月29日に26店舗が出店する商業施設として再開した。
- 郡山アティ食品館（2001年（平成13年）5月25日開店[88] - 2004年（平成16年）1月31日閉店[90]）

アティ郡山地下1階に出店していた店舗面積1,452m2の店舗。

## 関東地方

### 茨城県

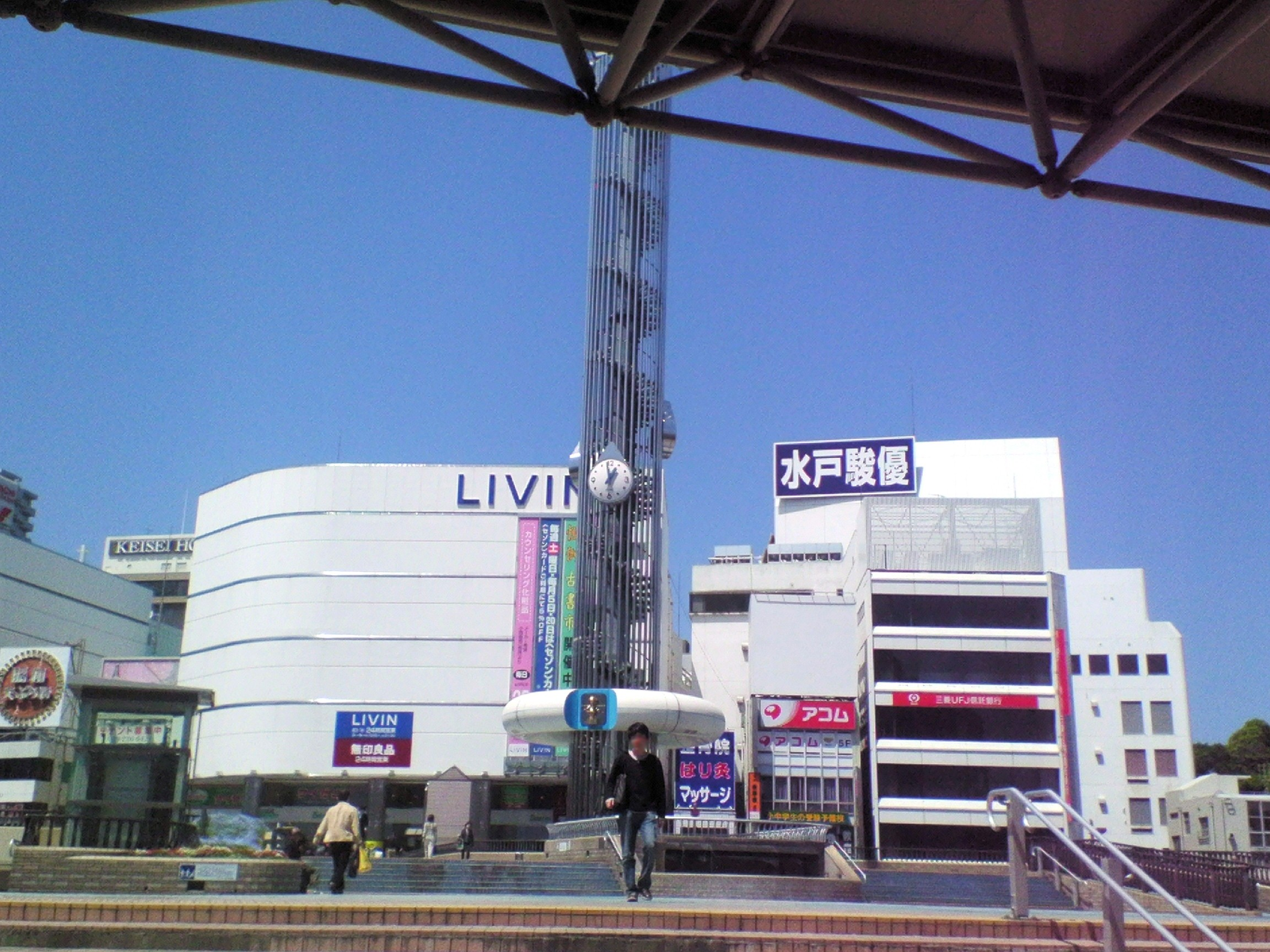
LIVIN水戸店

- 水戸店 → 水戸西武店 → LIVIN水戸店[91]（水戸市三の丸1-1-12[92]、1971年（昭和46年）9月24日開店[93] - 2009年（平成21年）3月31日閉店[94]）

敷地面積約3,752m2、鉄筋コンクリート造地下3階地上4階建て塔屋2階、延べ床面積約19,842m2、店舗面積約11,292m2（直営店舗面積約8,779m2） → 1988年西武店開店当時14,300m2、駐車台数約37台 → 約102台。
1971年（昭和46年）9月24日に水戸店として開店。「ショッピングタウン・ミト」のSC名称であった。5階部分には、ハヤミズ家具センターが入居し、屋上駐車場も完備した。
1988年（昭和63年）4月28日に、水戸駅ペデストリアンデッキ側を増築して水戸西武店に業態転換し、2000年（平成12年）9月22日にLIVINに業態転換。2009年（平成21年）3月31日閉店。
丸井とともに水戸駅前の商業の中心的存在だった。2012年（平成24年）8月8日に店舗解体が始まり、解体完了。同年9月に埼玉県の通信販売企業ベルーナに売却した。2015年（平成27年）7月18日に「水戸駅前三の丸地区市街地再開発準備組合」が発足した。
- 牛久店（牛久市牛久町256-6（旧：稲敷郡牛久町大字牛久256-6[101]）、1983年（昭和58年）4月15日開店[101] - 1995年（平成7年）2月期閉店[8]）

敷地面積約3,409m2、鉄骨鉄筋コンクリート造地上2階建て塔屋1階、延べ床面積約18,559m2、店舗面積約8,562m2（直営店舗面積約9,725m2）、駐車台数約400台。
牛久駅前にあった。2006年（平成18年）12月13日に開店したひたち野うしく店（牛久市ひたち野東22-1）はひたち野うしく駅前にある。
- 土浦店（土浦市大和町3-15[103]、1958年（昭和33年）10月1日開店[104] - 1998年（平成10年）[105]。

敷地面積約4,132m2、鉄筋コンクリート造地上5階建て、延べ床面積約14,406m2、店舗面積約6,287m2（直営店舗面積約4,447m2） → 店舗面積9,129m2、駐車台数約200台。
旧西武ストアー（西友の前身）第1号店である。1970年（昭和45年）7月24日に店舗面積約4,158m2の新館を開店した。
1983年（昭和58年）1月10日に文化教室の「西友コミュニティ・カレッジ」を開設した。
- WALK土浦（茨城県土浦市大和町2-1、1982年（昭和57年）11月23日開店[108] - 1998年（平成10年）10月27日閉店）

- 石岡店（石岡市国府1-3-26[109]、1973年（昭和48年）11月2日開店[110][111] - 1989年（平成元年）2月期閉店[8]）

店舗面積4,495m2、駐車台数約30台 → 約110台。
石岡駅前にあった。
- 取手店[112]（取手市新町2-1-31[113]、1972年（昭和47年）5月26日開店[114][113] - 1986年（昭和61年）[115]8月閉店）

地上3階建て、店舗面積2,801m2。
取手駅西口にあった。
2012年（平成24年）12月6日に同じく取手駅西口の「リボンとりで」（旧：取手とうきゅう）の1階にキーテナントとして開業した取手駅前店とは別店舗。
2020年（令和2年）に、取手駅西口駅前再開発事業に伴い解体工事が行われた。
- つくば竹園店 (つくば市竹園1-9-2[117]、2012年 (平成24年) 3月28日開店[117] - 2023年 (令和5年) 3月31日閉店[118])

店舗面積1,858m2。

### 群馬県
- 新桐生店（桐生市相生町1-252[109]、1974年（昭和49年）6月28日開店[111][119] - ?閉店）

店舗面積4,006m2、駐車台数約243台。
- 前橋店 → 前橋西武店 → LIVIN前橋店（前橋市本町2-12-1[113]、1975年（昭和50年）6月20日開店[113][120][121] - 2004年（平成16年）1月12日閉店[122][123]、現在は「前橋プラザ元気21」）

店舗面積13,247m2、駐車台数約135台。
群馬銀行旧本店の土地を1973年（昭和48年）11月に西友ストアーへ譲渡し、1975年（昭和50年）6月20日に前橋店として開業。群馬銀行前橋支店がビル内に入居する形をとった。1976年（昭和51年）9月10日に百貨店業態の前橋西武店、2000年9月1日にLIVINへ業態転換された。
群馬県外の出身者の利用が多かった。

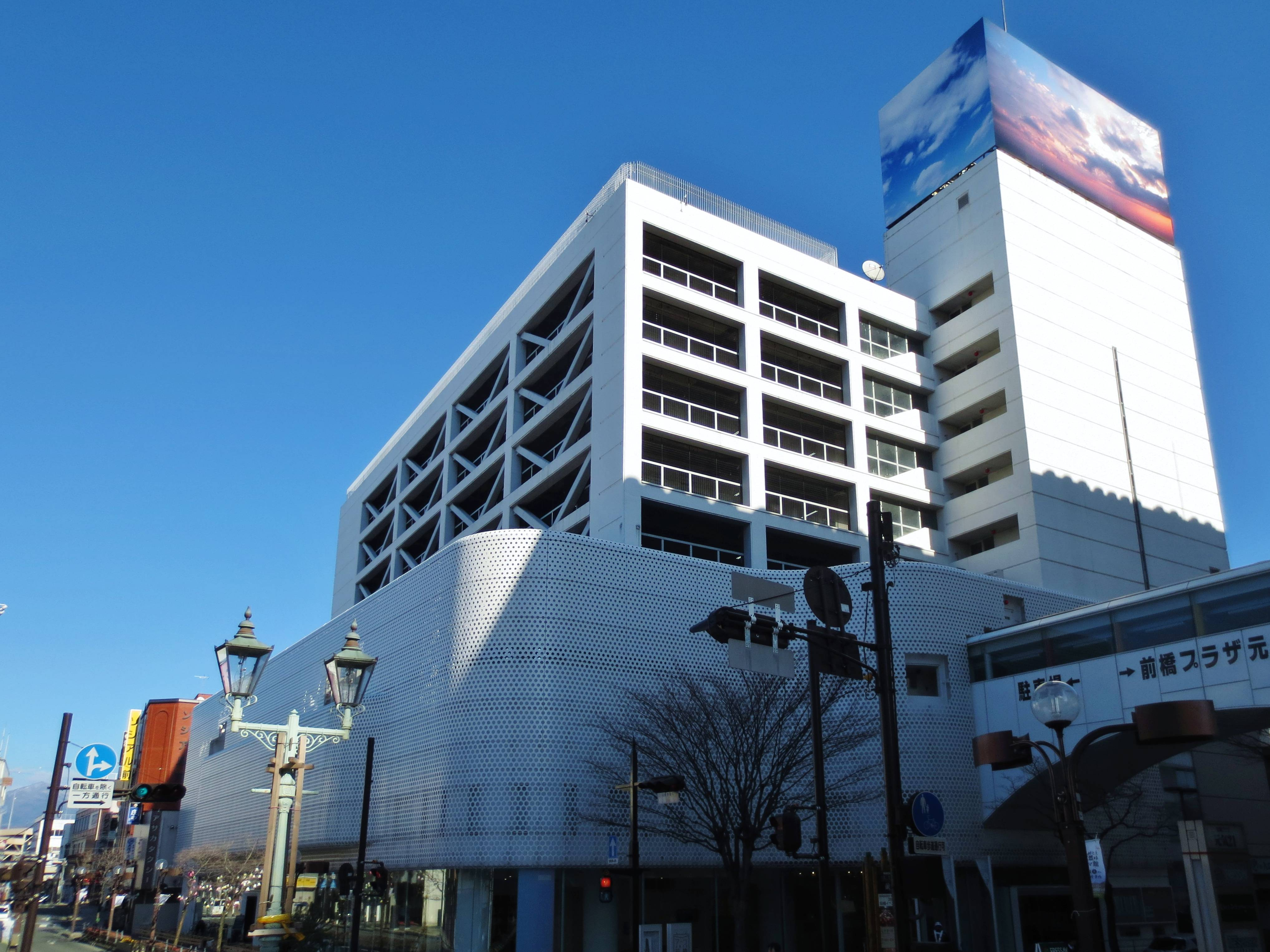
WALK前橋の跡地に入居するアーツ前橋

- WALK前橋（前橋市千代田町5-1-16[128]、1987年（昭和62年）9月開店 - 2006年（平成18年）1月29日閉店[広報 9]）

店舗面積1,177m2。
1987年（昭和62年）完成の坂倉建築研究所が設計した建物。
店舗跡は空きビルとなり、地下1階から地上2階までを改築し、2013年（平成25年）10月26日に前橋市立美術館「アーツ前橋」として開館した。
- 伊勢崎店（伊勢崎市本町9-30[131]、1973年（昭和48年）6月2日開店[111] - 2009年（平成21年）3月31日閉店[132][133]）

延べ床面積約11,966m2、売り場面積約7,475m2（うち直営売り場面積約6,743m2）、駐車台数約61台 → 約372台。
伊勢崎市中心市街地の本町の伊勢崎市役所跡地に出店していた。
跡地では、水産加工卸会社の三河屋が飲食店を集めた商業施設を開業することになった。
2000年（平成12年）に西友楽市伊勢崎茂呂店が開店した。

### 埼玉県

#### 西部地域
- 所沢店 → 所沢駅前店（所沢市緑町1-21-26[138]（旧・1-17[139]）、1959年（昭和34年）12月5日開店[139]）

地下1階・地上3階建て、延べ床面積2,071m2、店舗面積1,159m2 → 3,197m2、駐車台数約285台。
- 所沢花園店 (所沢市花園1-2313-1、2002年 (平成14年) 9月25日開店[140]、2017年 (平成29年) 5月31日閉店)

- 小手指店 (所沢市小手指1-25-8[141]、1981年 (昭和56年) 6月16日開店[141] - 2023年 (令和5年) 10月31日閉店[142]）

地下1階・地上5階建て、延べ床面積約25,575m2、売り場面積約12,000m2、駐車台数約1,000台。
小手指駅周辺で進められた「小手指ニュータウン」の中核商業施設として開発が進められた「小手指ショッピングセンター」の核店舗として出店。
- 小手指EPO・小手指店B館 (所沢市小手指1-26-1[145]、1994年（平成6年）5月28日開店[145] - 2015年(平成27年) 10月31日閉店[142]）

、延べ床面積約5,782m2、売り場面積約4,274m2、専用駐車台数45台。
ファッションや雑貨などを扱う中小店舗を中心に28店舗が出店して開業した。
テナントの撤退が相次いだことから、2010年（平成22年）11月にハナミズキプラザとして、チェーン店を核とした施設へと業態転換したが、2015年（平成27年）10月に閉店となった。
- 川越店（川越市新富町1-10-9[146]（旧・1-104[147]）、1970年（昭和45年）11月22日開店[148] - 1980年（昭和55年）3月26日閉店[149]）

地下1階・地上4階建て、店舗面積6,669m2。
ジャンボスクエアカワゴエの核店舗として本川越駅前に出店していた、駐車場102台。
- DOMO川越店 （川越市新富町1-10-9[152][153]、1982年（昭和57年）5月開店[154] - 1986年（昭和61年）2月期閉店[8]）

店舗面積6,669m2。
- 所沢フラワーヒル店（狭山市堀兼大河内2372[113]、1972年（昭和47年）10月27日開店[113] - 2004年（平成16年）2月15日閉店[122]）

店舗面積278m2。
- 入間川駅前店[155] → 狭山市駅前店[156]（狭山市入間川1-18-1[111][1]、1972年（昭和47年）11月10日開店[111][157] - 2015年（平成27年）3月31日閉店[広報 11]）

延べ床面積3,797m2、店舗面積2,321m2、駐車台数約120台。
狭山市駅に近い松本ビルの所有する建物に出店していた。
- 狭山台店（狭山市狭山台3-25-2[111]、1975年（昭和50年）4月29日開店[158][111] - 閉店）

敷地面積約1,001m2、延べ床面積約1,552m2、売り場面積約942m2。
- （初代）鳩山ニュータウン店（比企郡鳩山町石坂高台寺867-1[160]、1974年（昭和49年）3月31日開店[113] - 1985年（昭和60年）2月期閉店[8]）

店舗面積274m2
鳩山ニュータウンのセンター地区に出店していた。
（2代目）鳩山ニュータウン店が1984年（昭和59年）4月27日に開店した。
- （初代）上福岡店（ふじみ野市上福岡1-14-1[160][162]、1969年（昭和44年）4月18日開店[163] ）

売り場面積約1,438m2 → 約3,930m2。
- 新上福岡店 → （2代目）上福岡店（ふじみ野市上福岡1-8-8[164]、1984年（昭和59年）11月16日開店[165] - 2023年 (令和5年) 11月15日閉店[広報 12])

地下1階・地上4階建て、延べ床面積約17,000m2。
駐車場案内システムや無人パーキングシステム、納品車誘導システムなどが導入された当時最新型のシステム導入店舗だった。
- 大井町店（現：ふじみ野市亀久保3-3-14[166]、大井中央3-1-24[167]（旧：入間郡大井町亀久保933-1[168]）、1994年（平成6年）6月18日開店[168][169] - 2006年（平成18年）1月29日閉店[広報 9]）

上福岡駅から西に約2kmのところに出店していた。
売り場面積約1,443m2、延べ床面積約2,385m2。
- 志木店（新座市東北2-21-10[111]、1969年（昭和44年）4月25日開店[111][163][170] → 1995年（平成7年）9月5日にウェルセーブ開店[171] → TAIRAYA

店舗面積約1,418m2 → 約3,600m2、駐車台数約120台。
- 朝霞店（朝霞市本町1-12-10[111]、1974年（昭和49年）4月26日開店[111][172][173] - 2009年（平成21年）3月31日閉店[132][133]）

店舗面積6,013m2、駐車台数約41台 → 約320台。
食品売り場のマルエツ（店舗面積約1,741m2）と共同で衣料品とバラエティー雑貨の店舗として出店していた。

#### 中央地域
- （初代）浦和店（浦和市仲町2-3[174]（現：さいたま市浦和区）、1961年（昭和36年）11月1日開店[175]）

延べ床面積396m2、店舗面積351m2。
市街地住宅の1階及び2階の一部に出店していた。
- （2代目）浦和店 （浦和市高砂2-1-19[176][6]（現：さいたま市浦和区）、1969年（昭和44年）6月13日開店[176][163] - 1992年（平成4年) 1月29日閉店[177]）。

店舗面積990m2 → 4,831m2、駐車台数約33台。
- 南浦和店(さいたま市南区根岸5-18-28[164]、1976年 (昭和51年) 12月開店[178] - 2022年 (令和4年) 10月27日閉店[179])

売り場面積約1,485m2、駐車台数約64台。
- (初代) 東大宮店(さいたま市見沼区東大宮5-44-2[152]、1976年(昭和51年)11月開店[180] - 2017年 (平成29年) 3月31日閉店)

売り場面積約7,611m2、駐車台数約360台。
2018年 (平成30年) 9月27日に（2代目）東大宮店が開店した。
- 東岩槻店(さいたま市岩槻区東岩槻2-1-10[152]、1981年 (昭和56年) 11月開店[183] - 2018年 (平成30年) 1月31日閉店[184])

店舗面積5,940m2。
- 戸田店（戸田市上戸田1-17-1[3]、1977年（昭和52年）9月23日開店[3] - 2006年（平成18年）3月31日閉店[広報 9]）

店舗面積1,488m2、駐車台数約50台。
- 上尾店（上尾市谷津2-1-50-3[111]、1968年（昭和43年）11月21日開店[111][185] - 1991年（平成3年）2月期閉店[8]）

店舗面積5,046m2、駐車台数約40台。
1977年（昭和52年）6月に店舗面積を4,061m2から5,046m2へ増築した。

#### 東部地域
- 越谷店（越谷市越ヶ谷1-3-4[111][188][159]、1969年（昭和44年）11月14日開店[111][188][163] - 1998年（平成10年）2月期閉店[8]）

店舗面積約2,496m2 → 約2,948m2、駐車台数約108台。
- 大袋店（越谷市大字弥十郎678-1[164][189]、1977年（昭和52年）12月23日開店[189]）

店舗面積1,124m2、駐車台数約340台。

#### 北部地域
- フードプラス熊谷店（熊谷市大字代1067[190]、1997年（平成9年）10月7日開店[190] - 2016年（平成28年）3月15日閉店）。

敷地面積約6,286m2、延べ床面積約27,390m2、売場面積約4,455m2
- 籠原店 (熊谷市拾六間603-4[191]、2012年 (平成24年) 11月22日開店[191] - 2020年 (令和2年) 10月25日閉店[192])

売り場面積約1,964m2、駐車台数約250台。
- 行田佐間店(行田市佐間1-3-12[193]、2012年 (平成24年) 7月4日開店[193] - 2020年 (令和2年) 10月26日閉店[194])

売り場面積約1,898m2、駐車台数81台。

### 千葉県

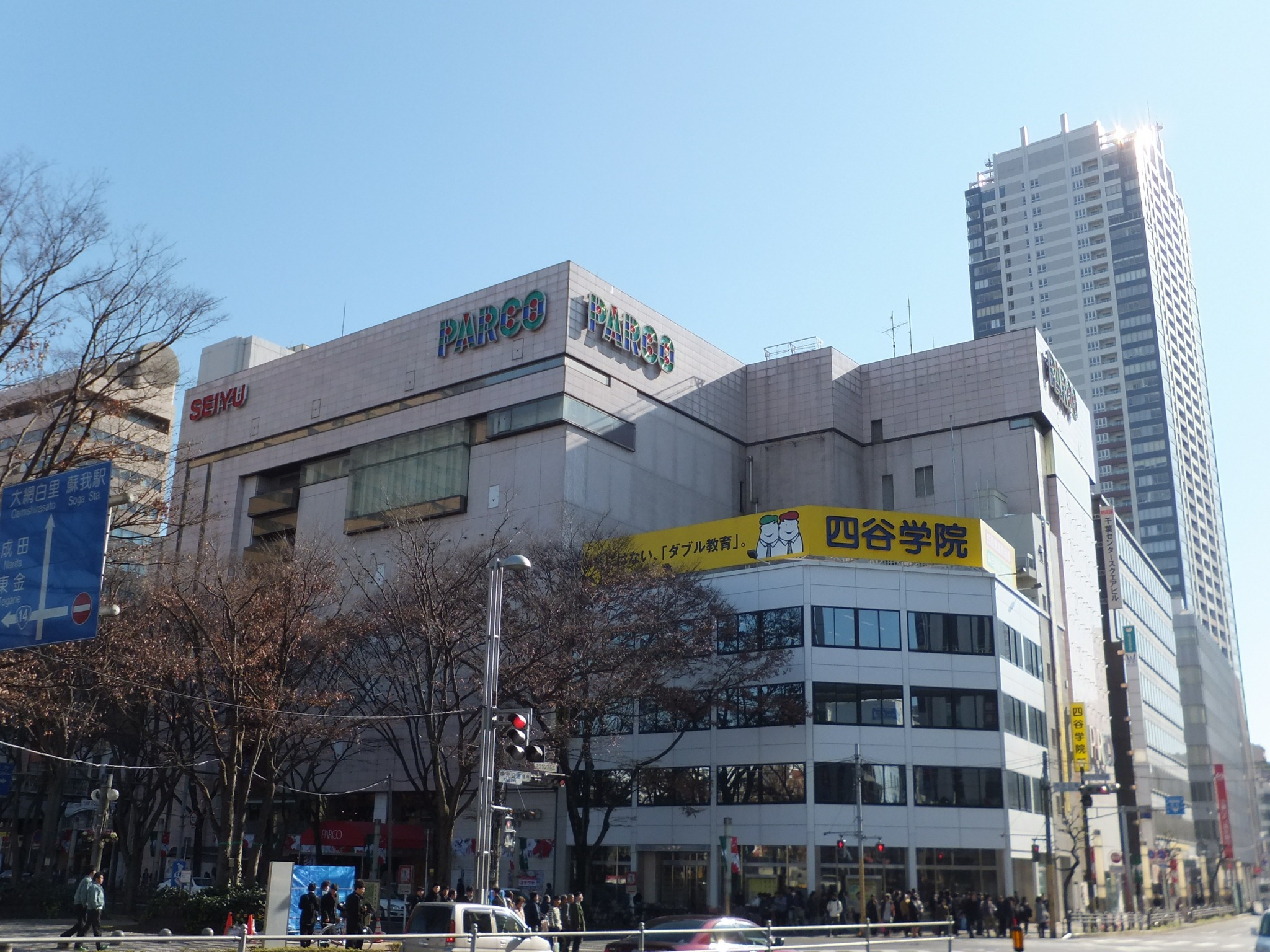
西友が入っていた千葉パルコ

- 千葉パルコ店（千葉市中央区中央2-2-2[195]、1978年（昭和53年）4月[196]28日開店 - 2016年（平成28年）11月30日閉店[197]）

店舗面積2,648m2。
千葉パルコの改装時に、地下1階（750m2）と5階全フロア（1,898m2）に出店。2016年（平成28年）の閉店時点には、地下1階の食品売り場のみに縮小。
- 幕張店（千葉市美浜区幕張西2-1-2[1]、1978年（昭和53年）4月開店[183] - 2003年（平成15年）秋閉店）

店舗面積1,471m2、駐車台数約100台 → 約150台。
- 稲毛店 (千葉市稲毛区小仲台2-5-7[111]、1971年（昭和46年）12月10日開店[111][200] - 1997年（平成9年）8月31日閉店[200])

JR稲毛駅前に出店していた。開店当初は4階まで売り場があり、店舗面積約750坪の店舗だった。
店舗跡は1998年（平成10年）4月14日に居酒屋チェーンの白木屋と魚民が開店し、ゲームの「ムー大陸」も同年に開店することになった。
- 津田沼店[3] → 津田沼レッツ店→津田沼パルコ店[64]（船橋市前原西2-19-1[3]、1977年（昭和52年）6月3日開店[202] - 売り場縮小‐2017年（平成29年）1月31日閉店）

店舗面積13,004m2、駐車台数約382台。パルコと2棟建でSC出店。地下2階・地上6階建て。
西友ストアーが単独出店の形で計画をすすめていたが、「西武津田沼SC」の建設工事が着工した段階で、単独出店が困難であることが判明したため、パルコに共同出店を要請、1ヶ月遅れの7月1日に、津田沼パルコが連結して開店した。
1985年（昭和60年）11月15日に「津田沼パルコ&レッツ」として西友棟の一部をレッツにリニューアル。「無印良品」や「主婦の目」などのオリジナル商品の直営店25店とテナント40店舗からなる生活ファッション館に業態転換した。
店舗面積14,526m2。
- 高根台店（船橋市高根台[65]、1978年（昭和53年）12月開店[183] - 1998年（平成10年）秋閉店）

店舗面積1,294m2。
- 市川店（市川市市川1-21-1[111]、1971年（昭和46年）5月28日開店[111]）

店舗面積2,715m2。
1971年（昭和46年）4月30日に西武百貨店市川店が閉店したものを継承して開店した。
1996年（平成8年）5月18日にウェルセーブに業態転換。
- 五香店 → DAIK五香[64]（松戸市常盤平5-23[111]、1970年（昭和45年）5月29日開店[210] → 1983年（昭和58年）3月25日DAIKに業態転換[211] - 1993年（平成5年）2月期閉店[8]）

店舗面積2,162m2、駐車台数約98台。
五香駅から徒歩5分のほどの場所に出店していた。
店舗跡は、1992年（平成4年）8月1日に西友の完全子会社SCCが運営する複合型アミューズメント施設「DOOYA五香」が開業した。
- 柏店（柏市中央町1-3[111]、1966年（昭和41年）12月3日開店[111][213][214]、1977年（昭和52年）1月16日閉店[215]）

売場面積1,389m2
柏東店は2000年（平成12年）10月31日に柏市柏955-1に出店した鉄骨造地上1階建てで売り場面積1,157m2の店舗である。
- 木更津店（木更津市大和1-2-1[111]、1972年（昭和47年）12月8日開店[111][217]）

地下1階・地上7階建て、延べ床面積約12,300m2、店舗面積6,665m2。
内房線木更津駅東口駅前に出店していた。
1991年（平成3年）10月30日にEPOに業態転換したが。
- 八千代台店（八千代市八千代台東1-5-5[113]、1971年（昭和46年）5月2日開店[113][219] - 1980年（昭和55年）5月閉店[220]）

地上4階建て、売場面積4,191m2 → 5,000m2。
京成成田線八千代台駅前の「ジャンボスクエア八千代台」の核店舗として出店した。
- 八千代台店 → ディスカ八千代台店（八千代市八千代台東1-5-5[147]、1982年（昭和57年）12月開店[221] - 1987年（昭和62年）2月期閉店[8]）

店舗面積6,296m2 → 5,254m2。
ディスカウントストア業態の店舗だった。

### 東京都

#### 23区

##### 副都心地区
- 池袋地下店（豊島区南池袋1-28-1[222]（旧・池袋東2-18[223][224]）、1963年（昭和38年）6月5日開店[223][224]）

店舗面積209m2。
国鉄池袋駅構内地下1階に出店していた。
- （初代）高田馬場店[225]（新宿区高田馬場3-3-8[226]（旧・戸塚町3-167[224]）、1962年（昭和37年）9月1日開店[227][175][224][228][229] - 2021年（令和3年）11月30日閉店[229]）

延べ床面積1,681m2、店舗面積1,299m2。
公団住宅の1階及び2階の一部に東都初のSSDDSを掲げて開店した店舗で、開業時からセルフサービスを完全に実施していた。
「西武ストアー」時代から運営していた店舗。ひばりが丘団地店の閉店後、西友最古の店舗であった。
入居していた建物が老朽化し、閉店となった。
建物は建て替えられ、2024年（令和6年）1月25日に同地に西友が高田馬場店を再出店。
- 無印良品青山店（渋谷区神宮前5-50-6[230]、1983年（昭和58年）6月24日開店[231] - 閉店）

店舗面積103m2。
青山通りの青山学院大学前に無印良品の全商品を扱う専門店として開店した。
- キッズパーク渋谷店（渋谷区神宮前6-18-8ニュー関口ビル1階[232]、1990年（平成2年）12月開店[233] - 1994年（平成6年）2月期閉店[8]）

店舗面積165m2。

##### 都心地区

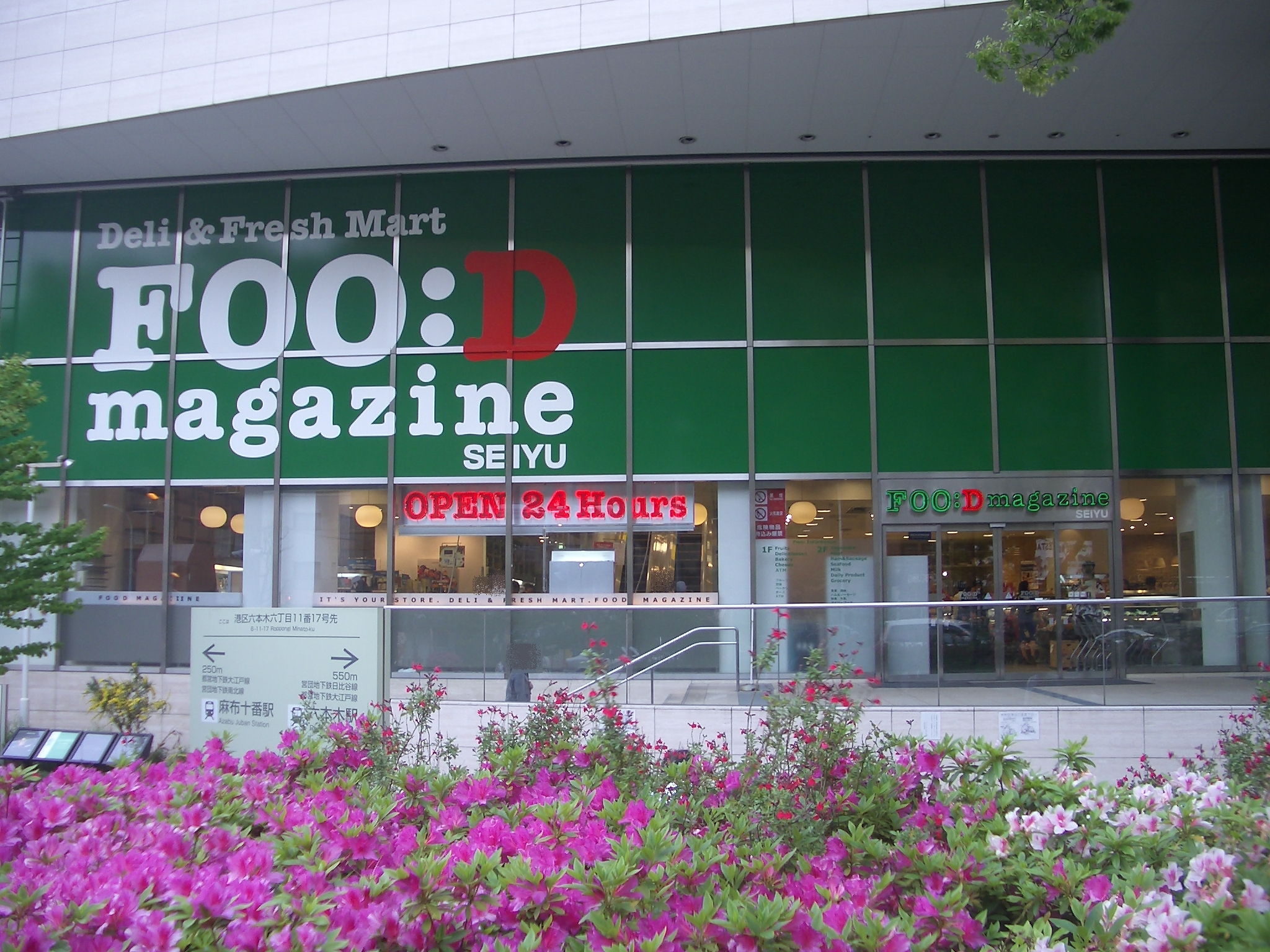
フードマガジン六本木店（2010年5月）

- フードマガジン六本木店（東京都港区六本木6丁目11-1[234]、2001年（平成13年）11月28日開店[235] - 2011年（平成23年）8月閉店[236]）

六本木ヒルズに出店していた店舗で、最後まで残っていたフードマガジンの店舗だった。
- シネ・ヴィヴァン・六本木（映画館六本木WAVEのB1F、東京テアトルに移管後、再開発に伴い1999年閉館）

##### 城東地区
- 錦糸町西武店→LIVIN錦糸町店（墨田区江東橋4-27-9[239]、1986年（昭和61年）11月5日開店[240] - 2017年（平成29年）10月9日閉店）

敷地面積8,066m2、延べ床面積57,900m2、店舗面積20,159m2。
楽天地ビル内に、百貨店業態の錦糸町西武店として出店。1999年（平成11年）6月16日にLIVINに業態転換。
西友・西武百貨店等との合弁会社及び運営会社である株式会社錦糸町西武も設立された。
楽天地ビルの核テナントが「パルコ」に変更されることになり、2017年（平成29年）10月9日に閉店（公式サイトでは休業扱い）。
ビルは大規模改修された後、2018年（平成30年）9月6日に地下1階に縮小し、錦糸町店として開店。2019年（平成31年）3月16日に、地上1階から7階部分が「錦糸町パルコ」として開店した。
- キネカ錦糸町（映画館、1986年（昭和61年）11月5日開館 - 1994年（平成6年）閉館）

楽天地ビル・錦糸町西武店プライム館7階に存在した。
- 新小岩店(葛飾区新小岩1-44-2[248][1]、1964年（昭和39年）4月4日開店[249][250] - 1998年（平成10年）2月期閉店[8]）

店舗面積2,693m2 → 約5,764m2。
総武線新小岩駅南口前に出店していた。

##### 城西地区
- 代田店（世田谷区代田6-34-13[251]、1964年（昭和39年）11月開店[252] - 1971年（昭和46年）4月30日閉店[253]）

店舗面積1,698m2。
- マイマート烏山店 → 西友烏山店[254]（世田谷区南烏山6-4-22[186]（旧・烏山町773[255][256]）、1967年（昭和42年）4月28日開店[255] - 2021年（令和3年）1月31日閉店[257]）

店舗面積1,095m2。
建物は建て替えられ、2024年（令和6年）1月18日に同地に西友が千歳烏山店を出店。
- 祖師谷店（世田谷区砧6-29-3[113]、1968年（昭和43年）6月20日開店[113][228] - ?閉店）

店舗面積1,246m2。
- 沼袋店（中野区沼袋1-35-5[138]、1964年（昭和39年）6月13日開店[258] - ?閉店）

店舗面積1,306m2。
- （初代）荻窪店（杉並区上荻1-9-5[259]、1967年（昭和42年）12月3日開店[259] - 1981年（昭和56年）閉店[260]）

店舗面積3,809m2。
1981年（昭和56年）9月30日に荻窪タウンセブンの核店舗として新荻窪店（売場面積3,900m2）が開店した。
- （初代）西荻窪店 → 情報雑貨館コミカ西荻窪店（杉並区西荻窪（旧・1-207-1[263]）、1967年（昭和42年）11月28日開店[263] - 1982年（昭和57年）10月コミカ西荻窪店開店[264] - 1993年（平成5年）2月期閉店[8]）

店舗面積2,050m2 → 1,792m2。
工具やゲームなどのホビー用品から輸入雑貨などを集めた店舗として開業した。
1977年（昭和52年）9月30日に西荻窪2号店（西荻窪3-25-27、売場面積2,870m2）を開店し、（2代目）荻窪店となった。
- （初代）高円寺店（杉並区高円寺1南2-50-6[266]、1967年（昭和42年）12月3日開店[266] - 1981年（昭和56年）閉店[260]）

店舗面積1,045m2。
1981年（昭和56年）9月に新高円寺店（売場面積929m2）が開店した。
- 浜田山リビング館[109] → DAIK浜田山[64]→浜田山店 Part2（杉並区浜田山3-34-30[267]、1976年（昭和51年）6月開店[268]）

店舗面積約811m2、駐車台数約60台。
1980年（昭和55年）11月1日に「DAIK」として開店し、その際、林真理子がコピーライターを担当した「つくりながら、つくろいながら、くつろいでいる。」は、TCC（東京コピーライターズクラブ）新人賞を受賞した。
- （初代）成増店（板橋区成増3-13-1[113]（旧・成増町457[272]）、1969年（昭和44年）5月2日開店[113][273] - 1991年（平成3年）2月期閉店[8]）

店舗面積2,509m2。
成増駅北口地区第一種市街地再開発事業で建設された成増アクト1に1990年（平成2年）10月31日に（2代目）成増店を出店した。
- 練馬北町店（練馬区北町1-37-2[113]、1963年（昭和38年）5月3日開店[113][223][224]）

延べ床面積945m2、店舗面積752m2。
市街地住宅の1階に出店していた。
- （初代）中村橋店（練馬区中村北3-15-8[113][276]、1968年（昭和43年）5月17日開店[113][277] - 2003年（平成15年）12月閉店[278]）

店舗面積1,365m2。
道路建設のため閉店。中村橋駅改札口と直結する西武線高架下に（2代目）中村橋店が2004年（平成16年）3月9日に開店した。
- ドミンゴ西友（練馬区三原台2-18-8[113][3]、1972年（昭和47年）12月9日開店[279][113]）

店舗面積205m2。
高級バラエティーストアとして出店していた。
- 大泉学園店（練馬区東大泉1-37-21[280]（旧・東大泉町503[222][281]）、1967年（昭和42年）5月26日開店[259] - 2006年（平成18年）5月31日閉店[広報 9]）

店舗面積1,557m2。
近隣に1983年（昭和58年）4月27日にオズ大泉店が開業している。
- 石神井公園店(練馬区石神井町2-13-10[276]、1969年（昭和44年）11月7日開店[282]-2022年10月27日閉店[283])

店舗面積3,091m2。

##### 城南地区
- 西小山店（目黒区目黒本町5-7-9[113]、1969年（昭和44年）6月20日開店[284] - 1993年（平成5年）2月期閉店[8]）

店舗面積1,676m2。
- 雑色店(大田区仲六郷2-43[113]、1972年（昭和47年）12月1日開店[285][113][217] - 1994年（平成6年）2月期閉店[8]）

地下1階地上8階建て、店舗面積904m2。
「オーケー開発」が雑色駅前に開設した「ジャンボサガン」の3階に衣料品店舗で、オーケーと共同で出店していた。4階が食堂で、5階から7階がボウリング場、8階にアーチェリー場とレストランが入居して開業した。
- （初代）大森店（大田区中央1-7-3[287]、1964年（昭和39年）4月3日開店[287] - 1978年（昭和53年）2月閉店[187]）

店舗面積502m2。

##### 城北地区
- 赤羽店（北区赤羽1-7-9[111]、1966年（昭和41年）3月23日開店[288] - 2023年 (令和5年) 5月2日閉店[289]）

店舗面積11,073m2。
1974年（昭和49年）9月25日に5フロアの2号館（店舗面積5,577m2）を開業した。
1号館は地下1階地上9階建てで店舗面積5,496m2、衣料品や雑貨などを販売していたが、1990年（平成2年）9月15日に閉店し、1991年（平成3年）3月7日にファッション専門館「赤羽EPO」として新装開店した。
2号館は道を隔てて直ぐの赤羽2-1-1に1974年（昭和49年）10月25日に開設された
店舗面積5,577m2の別館で、食料品や家庭用品などを販売していた。
- （初代）志村店（板橋区志村1-35-11[292]、1963年（昭和38年）7月5日開店[223][293]）

延べ床面積733m2、売り場面積594m2。
1963年（昭和38年）5月に閉店した東京ストアーの志村銀座にあった店舗を継承して出店し、食料品と衣料品を取り扱っていた。
店舗跡は1994年（平成6年）にパチンコ店「コンサートホール志村」が開店した。
- （2代目）志村店（板橋区志村1-35-11[111]、1973年（昭和48年）10月13日開店[111] - 1994年（平成6年）2月期閉店[8]）

店舗面積2,843m2 → 店舗面積1,107m2（1977年（昭和52年）6月に縮小）。
1977年（昭和52年）6月に一部売り場を閉鎖して縮小し、店舗面積1,107m2となった。

#### 23区以外
- （初代）保谷店（保谷市東町3-14-30[297]（現：西東京市）、11964年（昭和39年）11月3日開店[298][104] - 2006年（平成18年）2月28日閉店[広報 9]）

店舗面積1,979m2。
保谷駅南口地区再開発事業により閉店し、店舗解体後、西東京市立保谷駅前図書館・公民館を併設した複合ビル「ステア」 (SUTEA) に改築し、そのビル内に（2代目）保谷店が2008年（平成20年）9月3日に開店した
- （初代）田無店（田無市本町4-1-2[222]（旧：北多摩郡田無町573[224]、現：西東京市田無町）、1963年（昭和38年）4月5日開店[175][224][104] - ?閉店）

2階建て、延べ床面積784m2、店舗面積594m2 → 858m2。
田無駅ビル（旧）内に西興ストアー田無店として開店。
細長い店舗で、1階の食品・家庭雑貨売り場の奥側に階段があり、2階の衣料品売り場に繋がっていた。
- （2代目）田無店（田無市本町4-28-17[113]（現：西東京市田無町）、1971年（昭和46年）4月25日開店[113] - 1997年（平成9年）2月期閉店[8]）

店舗面積4,268m2。
- （初代）ひばりが丘店 → （初代）ひばりが丘団地店（保谷市ひばりが丘3-1-12[113]（現：西東京市）、1959年（昭和34年）4月24日開店[104] - ?閉店）

延床面積727m2、店舗面積585m2。
中島飛行機田無鋳鍛工場（1938年（昭和13年）開設、翌年に中島航空金属田無製造所となった）跡地の一角に建設されたひばりが丘団地（1959年（昭和34年）4月開設）内の団地名店街に隣接して出店していた。
店舗の前には「団地西友前」バス停があったが、店舗移転を受け「ひばりが丘団地」バス停に改称している。
1978年（昭和53年）11月に（2代目）ひばりが丘店（店舗面積12,673m2）が、第一ひばりが丘ビル（店舗面積13,918m2、延床面積19,833m2）に開店した。
団地の北側に移転する形で、2007年（平成19年）6月27日に（2代目）ひばりが丘団地店が西東京市ひばりが丘3-6-26に開店。
- ひばりヶ丘駅前店（保谷市ひばりヶ丘北4-3-25[113]（現：西東京市）、1967年（昭和42年）4月25日開店[113][104] - 1980年（昭和55年）2月閉店）

店舗面積1,582m2。
- （初代）東久留米店 → 東久留米団地店（東久留米市上の原1-4-27-109[113]、1962年（昭和37年）12月10日開店[113][175][284] - ?閉店）

延べ床面積438m2、店舗面積655m2。
市街地住宅の1階に出店していた。
- （初代）小金井店（小金井市本町5-2714[224]、1962年（昭和37年）6月26日開店[175]）

2階建て、延べ床面積883m2、店舗面積363m2。

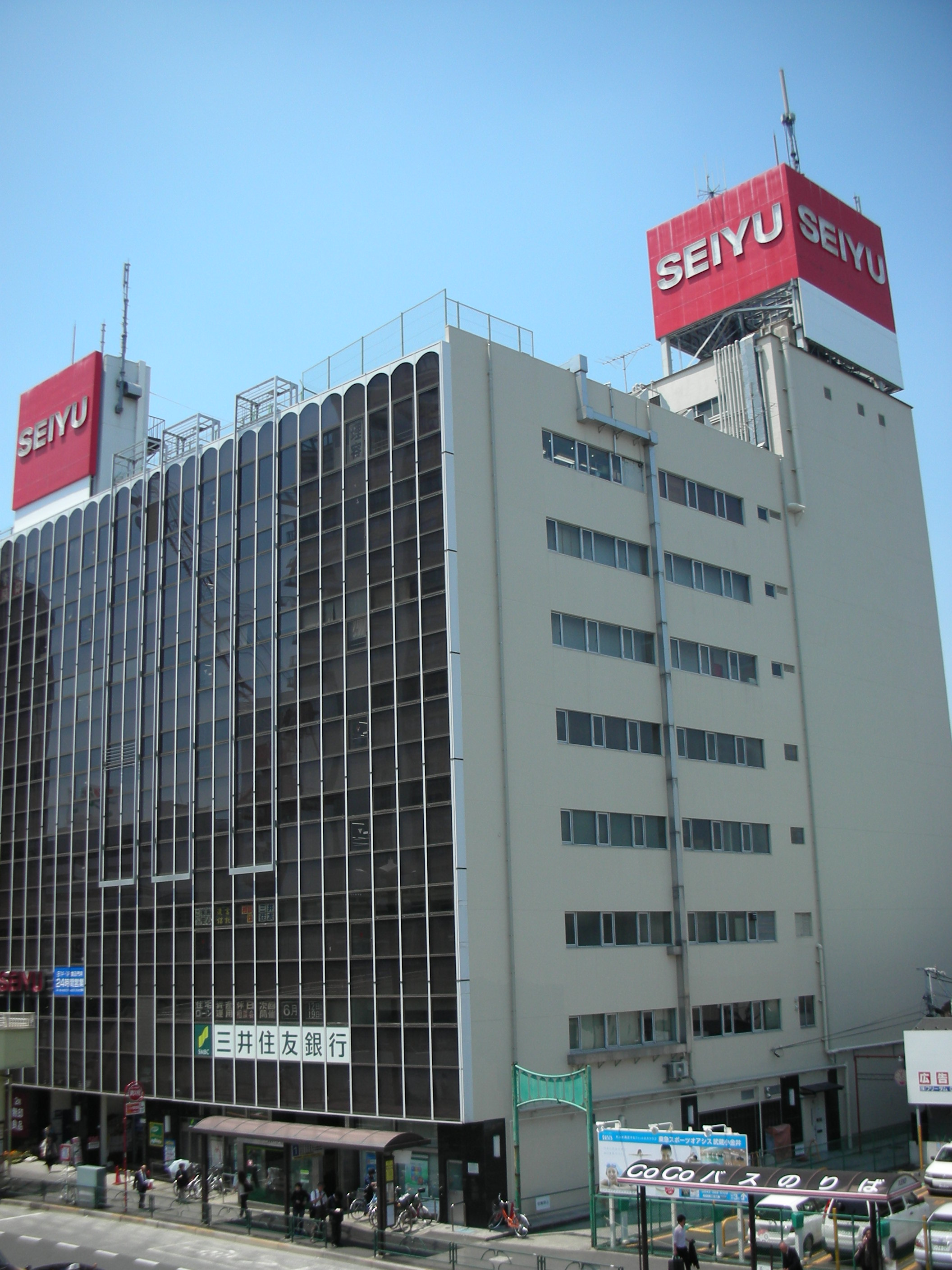
西友小金井店

- （2代目）小金井店（小金井市本町5-12-4[305][297][1]、1965年（昭和40年）12月3日開店[305][306] - 2017年（平成29年）7月31日閉店[307][308]）

店舗面積約3,650m2 → 約6,818m2、駐車台数約35台 → 約130台。
武蔵小金井駅北口駅前再開発により建設された5階建てのビルに出店。日本住宅公団の要請により出店していた。
土地・建物は地元企業が所有。テナントとして出店していたが、建物の老朽化と、武蔵小金井駅北口でふたたび再開発計画があるため閉店した。 2029年に地上35階建て、高さ約125mのタワーマンションが建設される予定で、店舗や歩行者空間も整備されます。着工は2026年度、竣工は2029年度を予定。
- （初代）清瀬店（清瀬市元町1-9-16[111]、1967年（昭和42年）11月23日開店[266] - ?閉店）

店舗面積1,517m2。
清瀬駅西側にあった。
清瀬駅北口再開発事業の複合施設「クレア」の核店舗として、新清瀬店が1995年（平成7年）9月29日に開業した （2001年（平成13年）に清瀬店に改称）。
- 武蔵境店（武蔵野市境2-5[297]、1967年（昭和42年）10月28日開店[311] - 1980年（昭和55年）2月26日閉店[312]）

鉄筋コンクリート造地上4階建て、店舗面積2,318m2。
商圏内にイトーヨーカ堂が出店して客を奪われたことで閉店となった。
- 狛江店（狛江市中和泉1-1-8[314]（旧・和泉1862-2[147]）、1970年（昭和45年）3月13日開店[315] - 1996年（平成8年）2月期閉店[8]）

店舗面積902m2。
- （初代）国領店（調布市国領2-5[297]、1967年（昭和42年）10月10日開店[266] - 2002年（平成14年）閉店）

店舗面積1,220m2。
売場面積約1,200m2 の店舗だったが、国領駅前再開発のため閉店となった。
再開発により建設された34階建ての超高層マンション「グランタワー調布国領ル・パサージュ」低層部の商業フロア「コクティー」1階に、2004年（平成16年）10月6日に（2代目）国領店（売場面積約1,400m2）が開店。
- （初代）府中店（府中市宮町1-15-9[147]、1970年（昭和45年）9月22日開店[317] - 1996年（平成8年）2月期閉店[8]）

店舗面積3,971m2 → 店舗面積5,837m2。
京王線府中駅前。さくらグループと共同で開設した「ジャンボスクエア府中」の核店舗として出店した。
跡地には、府中駅南口再開発 により「くるる」が建設された。
- 聖蹟桜ヶ丘店（多摩市関戸220[147]、1970年（昭和45年）4月10日開店[318] - 1997年（平成9年）2月期閉店[8]）

店舗面積2,338m2。
- 西八王子店（八王子市散田東町1064[113][319]、1975年（昭和50年）3月21日開店[113][319] - ?閉店）

敷地面積約1,429m2、地上2階建て、延べ床面積約2,158m2、店舗面積1,373m2、駐車台数約50台。
- （初代）久米川店（東村山市栄町1-3-5[111]、1966年（昭和41年）11月23日開店[111] - 1978年（昭和53年）2月閉店[187]）

店舗面積1,264m2
1973年（昭和48年）12月11日に東村山市栄町2-3-4に新久米川店が開店。
- ハイツ久米川店（東村山市栄町1-4-6[321]、1981年（昭和56年）4月開店[321] - 1997年（平成9年）2月期閉店[8]）

店舗面積397m2。
高級食料品専門店として開業した。
- （初代）福生店[323]（福生市福生1008[147][324]、1973年（昭和48年）6月22日開店[113] - 2004年（平成12年）閉店[325]）

店舗面積8,343m2、駐車台数約368台。
建て替えを行い、2004年（平成16年）4月21日に2.5倍に拡張した総合スーパーとして（2代目）福生店が開店した（part1と2階以上駐車場棟のpart2がある）。

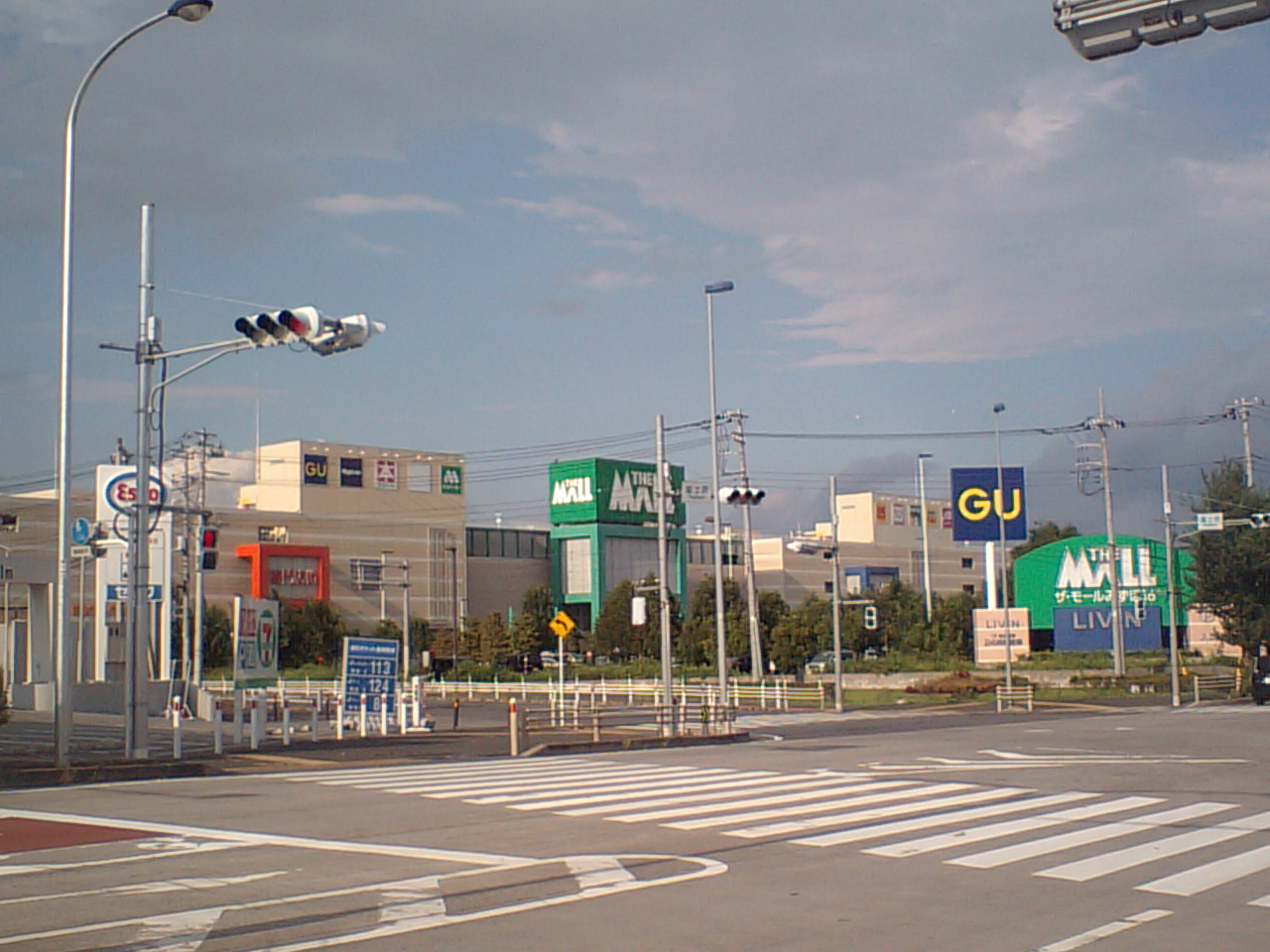
ザ・モールみずほ16

- LIVINザ・モールみずほ16店（西多摩郡瑞穂町大字高根623[326]、2002年（平成14年）3月13日開店[326] - 2022年（令和4年）2月28日閉店[327]）

敷地面積約65,585m2、延べ床面積約65,573m2、店舗面積約24,282m2、駐車台数約1,941台。
2022年現在、ザ・モール及びLIVIN最後の出店。開店翌日に、西友とウォルマート・ストアーズが包括的業務・資本提携を発表し、大型店出店凍結を発表した。
- つくし野店（町田市小川4-17-5[329]、1977年（昭和52年）9月30日開店[189][330] - 1995年（平成7年）11月11日ウェルセーブとして新装開店[329]）

店舗面積1,968m2。
東急田園都市線つくし野駅から徒歩12分から13分の国道247号線と町田街道の交差点角に立地していた2階建ての店舗だった。坂沿いに出店していたので、1階からも2階からも道路から出入りできる出入口があった。
1995年（平成7年）11月11日ウェルセーブに転換して新装開店した
- 豊田店（日野市多摩平1-9-1[109]、1975年（昭和50年）5月30日開店[333][113] - 2023年（令和5年）11月2日閉店[334][広報 15]

地下1階地上3階建て、店舗面積5,858m2、駐車台数約50台 → 約100台。
JR中央線豊田駅から徒歩3分のに立地していた店舗だった。

### 神奈川県

#### 横浜市
- 谷津坂店（横浜市金沢区西柴3[175][336]、1962年（昭和37年）3月1日開店[175][336]）

平屋建て、延べ床面積516m2、店舗面積387m2。
- 希望ヶ丘店（横浜市旭区東希望が丘99[337]、1968年（昭和43年）4月26日開店[337][338] - 1998年（平成10年）2月期閉店[8]）

店舗面積1,320m2。
希望ヶ丘駅前に出店していた。
- 瀬谷店（横浜市瀬谷区瀬谷4379-1[340][341]、1968年（昭和43年）4月26日開店[340][338] - 2006年（平成18年）1月30日閉店[342]）

店舗面積1,320m2 → 約2,030m2。
瀬谷駅前に出店していた。
- 戸塚店（横浜市戸塚区戸塚町4252-1[343][1]・JR戸塚駅前[344] 、1968年（昭和43年）5月1日開店[345] - 2008年3月9日閉店[346]。

店舗面積約2,863m2 → 約13,174m2、駐車台数約240台。
土地・建物は東横地所（東急グループとは無関係）が所有。テナントとして出店していたが、戸塚駅西口再開発により閉店。建物は解体され、跡地にはサクラス戸塚が建設された。

#### 横須賀市
- 横須賀店（横須賀市大滝町2-6-2[349][350]、1970年（昭和45年）11月20日開店[349] - 2012年（平成24年）4月閉店[351]）

敷地面積約3,530m2、鉄筋コンクリート造地下2階・地上5階建て塔屋2階、延べ床面積約17,145m2、延べ床面積約18,202m2、店舗面積約9,682m2（直営店舗面積約7,027m2）、駐車台数約85台。
オーケーと共同で開設した「ジャンボスクエアヨコスカ」の核店舗として出店した。
京急本線横須賀中央駅近くの商店街の一角に出店していた。
当店と近隣にあったさいか屋横須賀店大通り館の閉鎖が影響して、横須賀中央駅周辺の商店街の来街者数は大きく減少したとされている。
跡地には、商業施設などとマンションが入る地上38階建て高さ143mの超高層ビルが2013年（平成25年）4月24日に着工となり、2015年（平成27年）11月13日に「ザ・タワー横須賀中央」として完成した。
2000年（平成12年）9月13日開店のLIVIN横須賀店とは別店舗。
店舗面積10,605m2。
- 追浜店（横須賀市追浜本町1-28-5[357][358]、1985年（昭和60年）10月26日開店[359]- 2009年（平成21年）1月31日閉店[360]）

店舗面積約4,600m2。
追浜駅前第1街区市街地再開発で建設された追浜駅前のサンビーチ追浜（売り場面積約12,200m2）の核店舗として 2階から4階に出店していた。
衣料品・日用品のみで、地下1階に食品スーパーのヨコサンが入居していたため、同社が主力事業として展開している食品スーパーを展開できなかったことも影響してて閉店となった。
- 馬堀シーハイツ店（橫須賀市馬堀海岸3-28[109]、1974年（昭和49年）3月10日開店[113] - 1989年（平成元年）2月期閉店[8]）

店舗面積205m2
1988年（昭和63年）12月1日に馬堀店（馬堀海岸2-28）が開店している。

#### 横浜市・横須賀市以外
- （初代）大船店（鎌倉市大船1-7-1[138][363]、1966年（昭和41年）3月23日開店[363]）

店舗面積1,443m2。
（2代目）大船店（店舗面積9,072m2、駐車台数約380台）は大船1-25-30に出店している。
- 西鎌倉店（鎌倉市西鎌倉2-1-6[363][364]、1966年（昭和41年）7月7日開店[363][365]）

店舗面積140m2 → 311m2。
- 藤沢店（藤沢市藤沢127[208]、1970年（昭和45年）6月25日開店[208] - 1978年（昭和53年）8月31日閉店[366]）

敷地面積約2,303m2、鉄筋コンクリート造地下2階地上7階建て塔屋3階、延べ床面積約22,088m2、店舗面積約16,000m2（直営約店舗面積6,270m2）。
オーケー と共同で開設した「ジャンボスクエアフジサワ」の核店舗として2階以上に出店 。
旧志澤を買収・改装した藤沢西武店出店に伴い閉店となった。
店舗跡は、1980年（昭和55年）12月に1階がオーケーで2階から4階に家具の大正堂が店舗面積約4,000m2で出店した。
- 志澤藤沢店(藤沢市藤沢396-1[364]、1974年（昭和49年）3月29日開店[172]、1975年（昭和50年）8月西武流通グループと提携) → 藤沢西武店（1978年（昭和53年）9月15日[369][370] - 1997年（平成9年）1月閉店[371]）

店舗面積10,086m2。
1978年（昭和53年）3月に志澤から当社に移管し、同年9月15日に「藤沢西武」として新装開店した。
- 茅ヶ崎店（茅ヶ崎市新栄町6-18[113][147]、1970年（昭和45年）4月3日開店[113] - 1991年（平成3年）2月期閉店[8]）

店舗面積4,002m2。
- 大磯店（中郡大磯町国府本郷546[113][147]、1973年（昭和48年）6月24日開店[113][374] - 1985年（昭和60年）2月期閉店[8]）

店舗面積1,382m2、駐車台数約84台。
大磯ボウルを改装して開店した1フロアの店舗で、駐車場もボウリング場時代のものをそのまま利用していた。
- 小田原EPO（小田原市栄町2-9[375]、1993年（平成5年）4月24日開店[376] - 2023年（令和5年）4月16日閉店[377]）

店舗面積10,624m2。
西友食品館を核店舗として82店舗が出店して開業した。
- 相模大野店（相模原市上鶴間3967-1[297]（現：相模原市南区相模大野3丁目）、1968年（昭和43年）4月17日開店[338][111] - 1997年（平成9年）2月期閉店[8]）

店舗面積1,997m2。
跡地にはボーノ相模大野が2013年3月15日に開業。

## 中部地方

### 山梨県
- 中込店 → 甲府西武店 （甲府市丸の内1-8-5[379]、1974年（昭和49年）4月5日中込西友[380] - 1998年（平成10年）2月15日閉店[381]）

地下1階地上8階建て、延べ床面積約19,058m2、店舗面積約9,329m2。
中込百貨店(甲府)と提携して中込西友甲府店として開店した。甲府西武になった後に閉店した。
店舗跡は1999年（平成11年）6月24日に「山梨県民情報プラザ」が開館した。（2009年閉鎖）

### 長野県
長野県内の店舗を運営していたエス・エス・ブイ（旧・西友ストアー長野）を2008年（平成20年）7月1日に吸収合併した。
- ホームマート（長野市南石堂町1423[386]、1972年（昭和47年）4月開店[387]）

魚力長野駅前店2階に家庭用品売り場の一角に開店した。
- ハウディ西武長野店（長野市南石堂町1423[389]、1984年（昭和59年）12月開店[390] - 2000年（平成12年）9月29日開店 - 2018年（平成30年）11月30日閉店）

敷地約1,300m2、4階建て、売場面積約1,400m2
長野市の中央通り沿いにあった店舗だった。旧長野石堂店の建物解体後、2021年（令和3年）6月10日に建て替えられたグラディス南石堂1階に後継店の西友南石堂店がオープンしている。
- 上田店→上田西武店→LIVIN上田店 （上田市天神1丁目5-6[1]、1974年（昭和49年）9月25日開店[290] - 2009年（平成21年）3月31日閉店）

店舗面積8,795m2、駐車台数約210台。
- 若穂店（長野市若穂綿内6472-5[156]、2003年（平成15年）2月期に開店[393]-2008年（平成20年）11月[394]30日閉店）
- 稲里店（長野市広田78[156]、1993年（平成5年）7月開店[395] - 2015年（平成27年）3月末閉店[396]）

売場面積約1,922m2
- 更埴店（更埴市[397]（現：千曲市）、1972年（昭和47年）10月開店[397] - 1996年（平成8年）閉店[397]）

店舗の老朽化と駐車場不足や商業集積の移動などに対応するため約1km離れた場所に粟佐店を1996年（平成8年）7月19日に開設することに伴って閉店となった。
- 中野店（中野市松川[398]、1970年（昭和45年）12月開店[398] - 2002年（平成14年）2月期に閉店[399]）
- 埴生店（千曲市、2003年（平成15年）2月期に開店[393]-2009年（平成21年）3月閉店[394]）
- 上田店（上田市天神1-5-6[324]、1974年（昭和49年）10月25日開店[400] - 2009年（平成21年）3月末閉店[401]）

店舗面積8,795m2、駐車台数約210台。
1976年（昭和51年）9月10日に西友の百貨店業態1号店の「上田西武」として業態転換し、2000年（平成12年）9月にLIVIN上田店に業態転換した。
- 丸子店（上田市[394]丸子町上丸子989[404]、1968年（昭和43年）7月28日泉万開店[405] - 2008年（平成20年）11月閉店[394]）
- 三好町店（上田市御所[396]、2015年（平成27年）3月末閉店[396]）
- 秋和店（上田市上塩尻字山崎161-1[406]、1993年（平成5年）11月20日開店[407] - 2015年（平成27年）3月末閉店[408]）

国道18号と国道18号バイパスとの交差点の上塩尻東角に立地していた。
店舗跡には「バロー秋和店」が移転し、2015年（平成27年）11月7日に開店した。
- 東部店（東御市鞍掛[394]（旧・小県郡東部町鞍掛[410]）、1991年（平成3年）10月10日開店[410] - 2009年（平成21年）3月閉店[394]）

売場面積約1,800m2
東部中央公園ショッピングセンターに出店していた。
- 坂城店（埴科郡坂城町横町6430[411][412]、1971年（昭和46年）4月開店[412] - 2008年（平成20年）11月閉店[394]）

売場面積約364m2
旧・魚力坂城店
- （初代）松川店（北安曇郡松川村）

1995年（平成7年）3月24日に向かい側に新店舗を開設して増床移転したため閉店となった。
- （初代）元町店（松本市元町1-2-1[415][416]、1978年（昭和53年）4月開店[417]）

- （2代目）元町店（松本市元町1-2-1[418]、1996年（平成8年）4月開店[418] - 2015年（平成27年）3月15日閉店[419]）

店舗面積1,566m2。
店舗の建て替えに伴って閉店し、2016年（平成28年）春に新装開業を予定している。
- 諏訪店（諏訪市諏訪2-2-9[415]、1970年（昭和45年）8月7日開店[420]）

1995年（平成7年）7月28日に諏訪城南店を開設して増床移転したため閉店となった。
- 上諏訪店（諏訪市上諏訪、1971年（昭和46年）8月開店[422]）

- （初代）下諏訪店（諏訪郡下諏訪町中央通242-1[418]、1973年（昭和48年）4月開店[418] - 2007年（平成19年）閉店[423]）

開店から34年営業したが手狭になっていたため、200mほど離れた土地に（2代目）下諏訪店を新築して移転する形で閉店となった。
- 茅野本町店（茅野市本町東10-47[424]ショッピングセンターイオ内[425]、1986年（昭和61年）12月12日開店[424] - 2015年（平成27年）3月末閉店[396]）

敷地面積約9,250m2、鉄骨造地上1階建て、延べ床面積約4,902m2、店舗面積約2,991m2（当社店舗面積約1,126m2）、駐車台数約240台。
- 飯田店（飯田市中央通り3-6-1[172][415]、1974年（昭和49年）4月26日開店[172]-1995年（平成7年）6月15日閉店[426]）

売場面積約7,359m2
江戸時代の儒学者太宰春台の生地にあった料亭「太宰楼」の跡地に店舗を建設して出店した。
1991年（平成3年）にエス・エス・ブイから西友に移管された。
- 駒ケ根店（駒ヶ根市上穂南[429]、1974年（昭和49年）6月開店[429] - 1984年（昭和59年）閉店[429]）

松電ストア（現アップルランド）と共同出店で5階まで売り場のある店舗だった。西友撤退後は3階までに売り場を縮小して松電ストアが営業を引き継いだが、2005年（平成17年）6月末で閉店することになった。
- 穂高西店（南安曇郡穂高町大字柏原2872-34[418]（現：安曇野市穂高柏原）、1999年（平成11年）7月開店[418] - 2006年（平成18年）7月31日閉店[広報 9]）

店舗面積2,208m2。
- 松岡店（長野市松岡、?開店 - 2006年（平成18年）8月31日閉店[広報 9]）

店舗面積2,241m2。
- 塩尻野村店（塩尻市広丘野村字桔梗ヶ原1787-130[430]、1998年（平成10年）5月15日開店[431] - 2018年（平成30年）1月21日閉店）

売場面積約2,204m2

### 静岡県

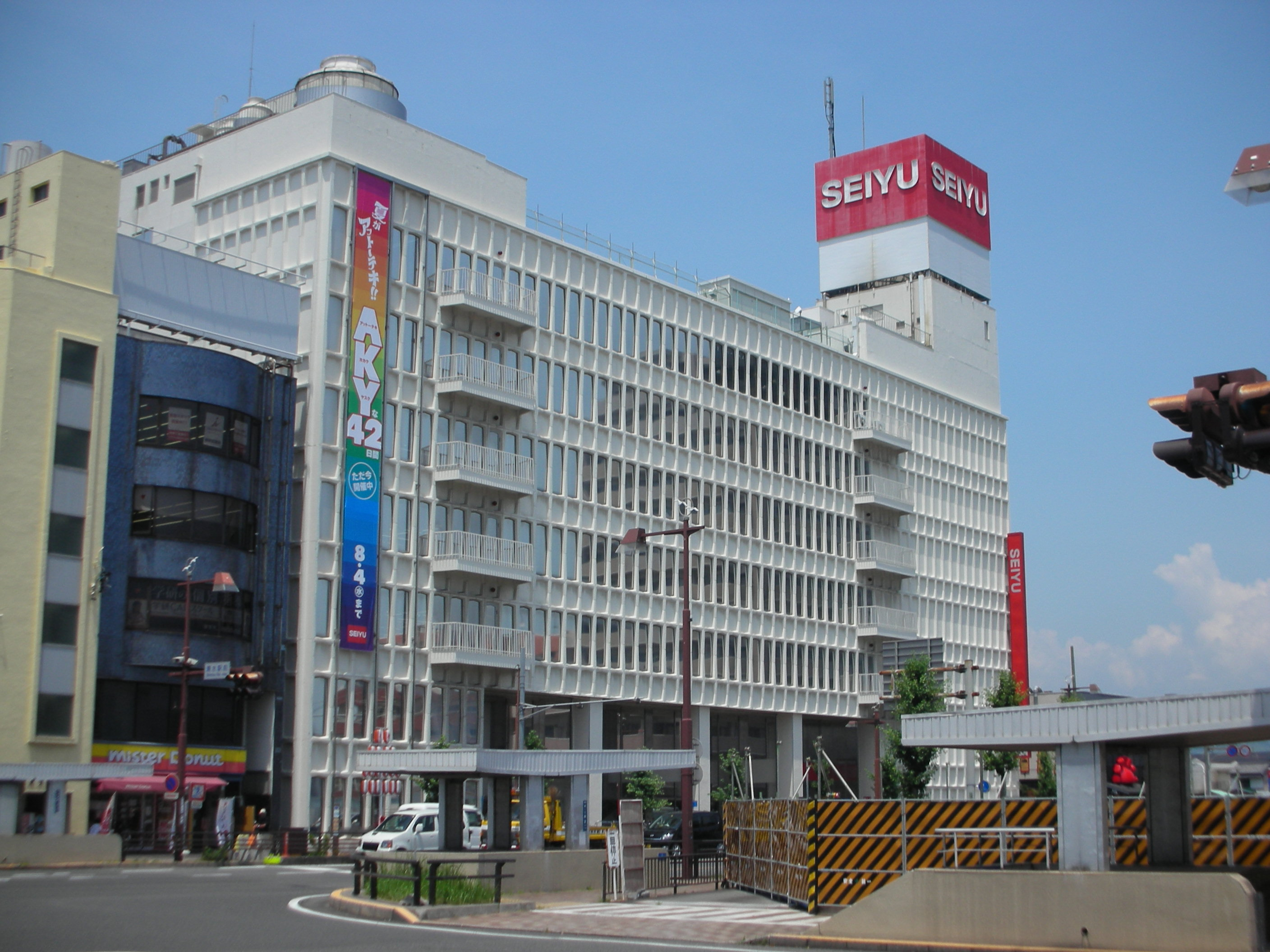
西友清水店

- 焼津店（焼津市本町5-5-5[3]、1975年（昭和50年）5月25日開店[432] - 1996年（平成8年）2月12日閉店[433]）

店舗面積6,665m2。
店舗跡はスーパーもちづき焼津店が1996年（平成8年）4月26日に開店したが、2013年（平成25年）1月18日に閉店となった。
2014年（平成26年）9月29日にドラッグストア「サンドラッグ」が開店し、スーパーマーケットなどの出店する複合商業ビル「焼津ビル」として全館の再開を目指すことになった。
- 清水店（静岡市清水区本郷町1-20[3]、1973年（昭和48年）12月7日開店[437] - 2015年（平成27年）4月30日[438][439][440]閉店[441]）

売り場面積約9,919m2。
清水駅西口の主要な大型店として営業していた地上7階・地下1階建ての総合スーパー。
建設・不動産業のヨシコンが店舗跡の建物と土地を取得し、約4,000m2の跡地に共同住宅や駐車場などを併設した商業施設を整備する計画案が検討されている。
- 藤枝店（藤枝市下青島263[444]、1974年（昭和49年）12月21日開店[445] - 2015年（平成27年）4月30日閉店[438][439][440]）

敷地面積約6,617m2、地上4階建て、延べ床面積約13,088m2、売り場面積約7,825m2、駐車台数約250台。
藤枝駅近くの青島小学校跡に出店していた総合スーパー。
閉店後に一部のテナントは同じ藤枝駅北側に出店している南新屋店に移転することになった。
店舗の建物は解体し、2015年（平成27年）夏にノジマが約4,200m2の跡地を賃貸して出店することになった。
- 浜松高塚店（浜松市南区[438][439][440]（現・中央区）高塚町4888-11[448]、1999年（昭和11年）6月4日開店[448] - 2015年（平成27年）4月30日閉店[449][438][440]）

売場面積約4,365m2の「西友楽市 浜松高塚」の核テナント「フードプラス浜松高塚店」（直営売場面積約2,149m2）として開店した。
エンシュウが所有する土地・建物への出店のため、閉店直前の2015年（平成27年）4月28日に後継テナントとしてバローと賃貸借契約を締結したことが発表された。

### 愛知県
- 味岡店（小牧市小松寺[65]、1997年（平成9年）9月末閉店[450]）
- 大口店（丹羽郡大口町大字余野字少々腰70[451]、1994年（平成6年）12月15日開店[451]）

ブイ・マートと合併後エス・エス・ブイが初めて愛知県内に出店した延べ床面積約2,126m2に売場面積約1,876m2で190台の駐車場を併設していた。
- 春日井西武店 → LIVIN春日井店 (春日井市六軒屋町字東丘22[452][453]、1977年 (昭和52年) 6月17日開店[452][453] - 2019年 (平成31年) 2月20日閉店[454])

敷地面積約59,710m2、鉄骨鉄筋コンクリート造地下1階地上3階建て、延べ床面積約25,608m2 → 約45,500m2、店舗面積約14,768m2 → 約26,356m2（直営店舗面積約10,789m2 → 約16,794m2）、駐車台数約1,500台 → 約2,500台
1992年（平成4年）6月15日に大幅に増床して「ザ・モール春日井」として新装開店した。
店舗跡には2021年（令和3年）10月22日に開設された複合商業施設「iias春日井」に「西友イーアス春日井店」を出店した。
- 西友楽市春日井店（春日井市六軒屋町字東丘25-6[458]、2000年 (平成12年) 12月1日開店[459] - 2019年 (平成31年) 2月20日閉店）

売場面積約14,954m2の「西友楽市 春日井」の核テナントとして出店していた。
- ザ・モール安城店（安城市大東町9-31[460]、1996年（平成8年）5月30日開店[460][461] - 2020年（令和2年）5月31日閉店[462]）

敷地面積59,921m2、鉄骨造地上2階建て、西友棟・延べ床面積34,201.56m2、店舗面積25,408m2、駐車台数約1,500台
クラボウ安城工場社宅跡地などに建設されたクラボウ所有の建物に出店していた。
別棟でゼビオ（延べ床面積2,655.96m2）とオートバックス（延べ床面積1,353.76m2）も出店していた。
店舗跡には2025年（令和7年）4月18日に開設された大型商業施設「ららぽーと安城」に「西友安城店」を再出店した。
- 御器所店[466]（名古屋市昭和区塩付通4-1[467]、1983年（昭和58年）3月25日開店[468] - 2022年 (令和4年) 11月30日閉店[466][469]）

敷地面積約2,673m2、鉄筋コンクリート造地下1階・地上3階建て、延べ床面積約7,840m2、店舗面積約3,161m2（直営約店舗面積約2,495m2）、駐車台数約118台。
アーチ状の正面入り口がシンボルとなった進来廉の設計の建物で、石井幹子が夜間照明のデザインを手掛けた店舗だった。
建物は建て替えを予定している。

### 富山県
- 富山西武店 → 西武百貨店富山店（富山市総曲輪3-4-15[470]、1976年（昭和51年）7月2日開店[471] - 2006年（平成18年）3月31日閉店[472]）

西友初の百貨店業態の店舗で、西武百貨店と当時提携していた大和の富山店のすぐ近くへの出店で競合関係となったため、当店開店翌月の1976年（昭和51年）8月に提携が解消となった。
西武北陸の店舗になり、1994年（平成6年）4月1日に西武百貨店に吸収合併された。
店舗跡の土地約3,100m2は大和小田急建設が取得し、周辺を含む約3,800m2に商業施設とマンションに駐車場を併設した複合ビルを建設するため、2013年（平成25年）2月14日に総曲輪3丁目地区市街地再開発準備組合が発足し、2019年4月に『プレミストタワー総曲輪』として開業した。

### 石川県
- 小松店（1975年（昭和50年）12月20日開店[477][478] - 1996年（平成8年）12月閉店[479]）

1983年（昭和58年）に小松西武 → 1992年（平成4年）10月に西武百貨店小松店。
小松駅前の第2防災ビルの「尚成ビル」に核店舗として出店していた。
店舗面積は申請した約15,811m2から大幅に削減されて7,920m2での開店となり、集客力が計画を下回ったことなどが影響し、売り場面積当たりの売上でも競合の「いとはん（後の北陸ジャスコ）小松店」を下回るなど、苦戦を強いられることになった。
店舗跡は1998年（平成10年）3月21日に大和小松店が開店したが、2010年（平成22年）6月25日に閉店した。跡地は解体された。

### 福井県
- 若狭小浜店（小浜市小浜白鬚1-1[481]、1992年（平成4年）10月22日開店[482] - 2004年（平成16年）8月閉店[483][484]）

敷地面積4,259.53m2、鉄筋コンクリート造一部鉄骨造地下1階地上6階建て、延べ床面積21,077.21m2、店舗面積7,793m2。
鯖街道の起点として知られるいづみ町商店街の近くにあった6階建ての商業ビル「つばき回廊」の核店舗として出店していた。
入居していた「つばき回廊」の商業棟は、地上6階・地下1階建てで、そのうち4階から6階が駐車場になっていた。当店はそのうちの約60%以上を占めていた核店舗であった。
そのため、所有していた白鬚開発は、建設時の借入金の返済費用の多くを当店に依存しており、約5.6億円を残した状態での撤退は同社の存続の危機につながるとされた。
そうした事情もあり、2003年（平成15年）2月に2004年（平成16年）1月閉店の方針であったものを、同社や小浜商工会議所などの要請でいったん延期したものの、結局2004年（平成16年）8月末で閉店して翌月に退去することになった。
西友が撤退方針を示したことを受けて2003年（平成15年）12月に平和堂に出店を依頼したものの、市街地での店舗であることことを理由に困難と回答された。
2010年（平成22年）7月から更地になって空き地状態となったことから、商業利用も含めて2013年（平成25年）4月から原則無料で開放されることになったものの、ほとんど利用されていない。
国や県の補助金を活用して1910年に建てられた木造入母屋造りの芝居小屋で小浜市の文化財となっている「旭座」を移築して、土産物店などを併設する観光交流施設「まちの駅」として整備することになり、2015年（平成27年）8月に着工した。

## 近畿地方

### 滋賀県

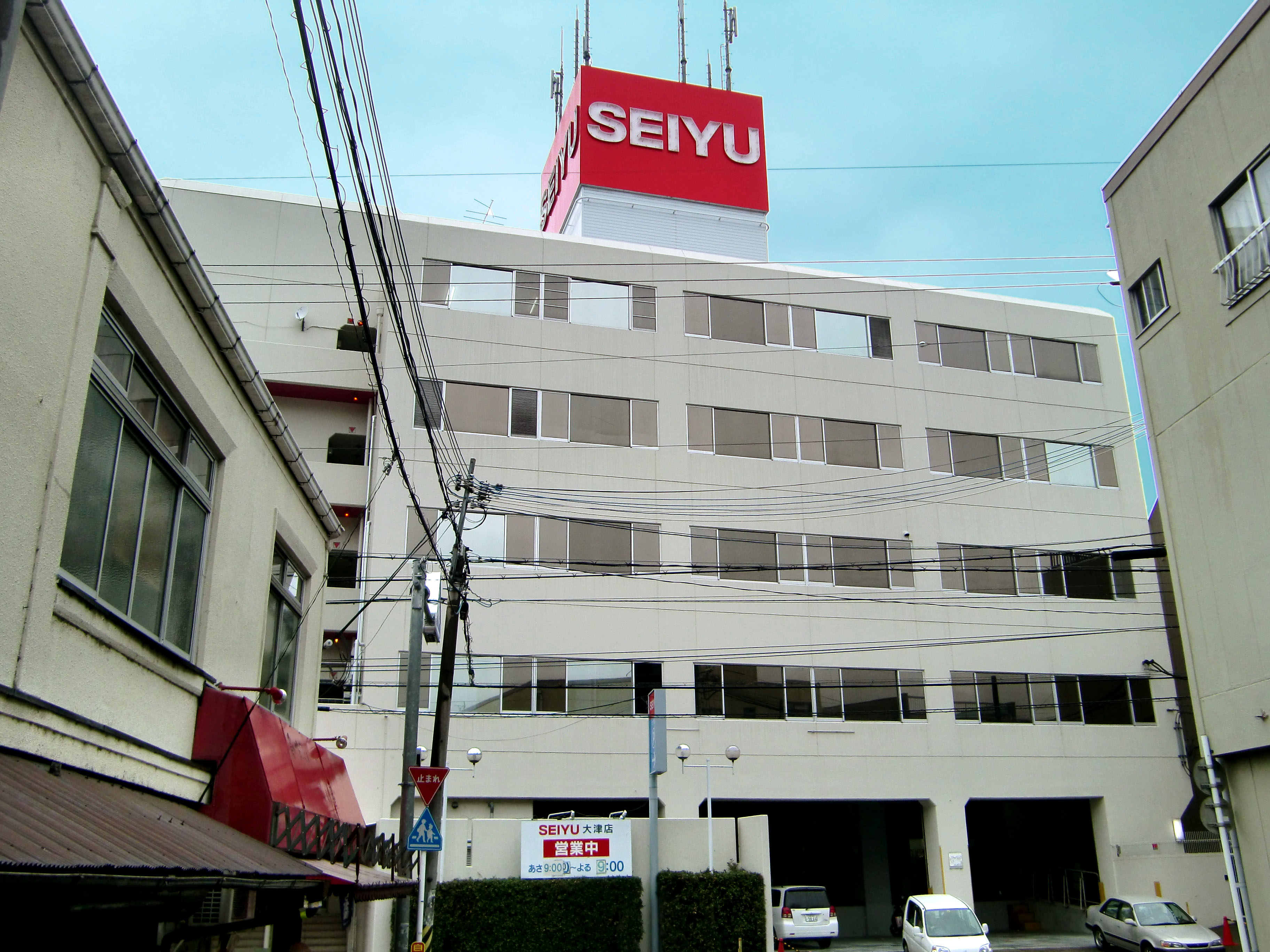
西友大津店

- （初代）大津店（大津市長等2丁目10-11[488]、1959年（昭和34年）5月開店[488] - ?）

店舗面積6,072m2。
菱屋町商店街の横町に出店していたが、商店街の中心部への新店舗に移転する形で閉店した。
店舗跡には地下1階地上7階建て328台収容の立体駐車場が建設されることになった。
- （2代目）大津店[491]（大津市長等2丁目2-18[492][493]、1975年（昭和50年）6月21日開店[492] - 2015年（平成27年）4月30日閉店[494]）

敷地面積約2,271.61m2、鉄筋コンクリート造地下1階地上6階建て・塔屋1階、延べ床面積約12,679.67m2、店舗面積6,491m2。
近隣の商店街の出店反対運動を乗り越えて開業した。地上6階・地下1階建ての店舗で、郊外型店との競合などで2011年（平成23年）11月からは売り場を地下1階から2階までに縮小した。
大津市中心部の菱屋町商店街に出店していた。
1982年（昭和57年）10月1日に滋賀県少年アドバイスルームが開設された。
店舗の建物は2015年（平成27年）9月に解体の届け出が行われ、跡地には、大津商工会議所などによる招致を受けて平和堂が食料品販売を中心とした店舗を出店する意向を2015年（平成27年）8月5日に表明している。
- （初代）石山店（大津市石山鳥居川町[488]、1963年（昭和38年）4月開店[488] - ?）

店舗面積924m2。
- （2代目）石山店（大津市石山栄町2-5[492][500]、1976年（昭和51年）11月13日開店[492] - ?閉店）

店舗面積693m2。
石山商店街に出店していた地域密着型の店舗。

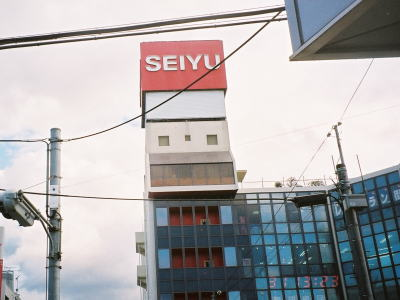
西友草津店

- 草津店（草津市大路2-1-38[492][500]、1973年（昭和48年）11月25日開店[492] - 2000年（平成12年）閉店[501]）

店舗面積8,970m2。
JR草津駅東側の草津市大路2丁目に出店していた。
店舗跡地は2000年（平成12年）に市が買収。暫定利用として地場産品販売の市場を2004年（平成16年）4月3日に開店したが、軌道に乗らず閉鎖された。2006年（平成17年）に行われた事業内容を含めたコンペ形式での売却で映画館を含む複合商業施設を提示した事業者が選定され、2007年（平成18年）3月1日に売買契約を締結したが、事業注視を受けて2008年（平成20年）10月に草津市土地開発公社が買い戻すことになった。2014年（平成26年）12月に草津市の公共施設が複数入居する施設を建設する基本計画がまとめられた。
一駅大津寄りの南草津駅前に移転して、西友楽市南草津が開店している。
- グリーンヒル店（草津市若草[65]、1984年（昭和59年）4月28日開店[506][507] - ?閉店）

店舗面積479m2。
- パナ西友桜ヶ丘店（草津市野路町[508]、1983年（昭和58年）7月開店[509] - 1998年（平成10年）2月期閉店[8]）

店舗面積417m2。
草津市内初の大規模な住宅団地として松下電器産業・松下冷機などの工場に隣接する南部の丘陵地に1968年（昭和43年）に着工された「野路桜ヶ丘」に出店した。
- （初代）長浜店（長浜市元浜町14-9[492][500]、1966年（昭和41年）10月25日開店[492] - 1991年（平成3年）2月期閉店[8]）

店舗面積3,005m2。
旧コマストアー。
- （2代目）長浜店（長浜市元浜町13-31[511]、1984年（昭和59年）10月6日開店[512][513] - 1994年（平成6年）4月末閉店[514]）

敷地面積約2,275m2、鉄筋コンクリート造地上5階建て塔屋2階、延べ床面積約8,087m2、店舗面積約3,683m2、駐車台数約30台。
1984年（昭和59年）10月6日に「パウワース」の1階に開店し、1990年（平成2年）3月29日に新装開店した。
店舗跡は空きビルとなっていたが、2004年（平成16年）に約20店が入居する新たな商業施設として再開されることになった。
同じ長浜市内には、1988年（昭和63年）3月31日に長浜楽市の核店舗として出店している。
- 彦根銀座店[518] → （初代）彦根店（彦根市銀座町5-8[492][500]（旧・川原町甲86[518]）、1968年（昭和43年）10月30日開店[492] - 1985年（昭和60年）7月21日閉店[519]）

店舗面積2,390m2。
- 彦根西店（彦根市芹橋12-35[518]）

店舗面積1,100m2。
- （初代）守山店（守山市勝部町字出口204[500]、1971年（昭和46年）6月19日開店[521] - 2000年（平成12年）11月閉店[522]）

店舗面積3,983m2。
西友ストアー関西の第1号店「ジャンボスクェア守山」として開業した。
店舗跡地には14階建てマンションが建設され、その1階に（2代目）守山店が2002年（平成14年）4月10日に出店した。（2代目）守山店は食品に特化した食品スーパーとして開店している。
- （初代）水口店（甲賀郡水口町八光1-6[492][500]（現：甲賀市水口町八光）、1970年（昭和45年）10月25日開店[492] - 1999年（平成11年）6月閉店[524]）

1999年（平成11年）6月24日に（2代目）水口店が水口総合庁舎近隣に開店した。
店舗面積2,504m2。

### 京都府
- 京極店（京都市中京区新京極四条上ル中之町557[526]）

- 伏見店（京都市伏見区伯耆町15[527][528][529]、1968年（昭和43年）10月30日開店[529] - ?閉店）

敷地面積約3,300m2、鉄筋コンクリート造地下1階地上4階建て、延べ床面積約6,860m2、店舗面積3,742m2 → 4,375m2、駐車台数約120台 → 約83台。
旧コマストアー。
- 千本店（京都市上京区千本通一条上10[530]、1963年（昭和38年）9月開店[531] - ?閉店）

店舗面積919m2。
店舗跡は西武都市開発と共同でマンションを併設した建物に建て替え、その地下1階から地上2階までの約1,272m2に無印良品を主に扱う（2代目）千本店を開設することになった。
- 銀閣寺店（京都市左京区浄土寺東田町47[527][500]丸銀百貨店内[533]、1967年（昭和42年）6月開店[531] - ?閉店）

店舗面積193m2。
旧コマストアー。
- 桂坂店（京都市西京区大枝北沓掛町7-1-13[156]、1987年（昭和62年）6月開店[156] - 2004年（平成16年）2月15日閉店[122]）

店舗面積227m2。
- 京産大PAO店（京都市北区[65]、1990年（平成2年）9月開店[65] - ?閉店）

店舗面積231m2。
京都産業大学のキャンパスに出店していたバラエティショップの新業態だった。
- 宇治店（宇治市小倉町神楽田25[535]、1975年（昭和50年）6月10日開店[535] - 2001年（平成13年）3月閉店[536]）

敷地面積約11,772m2、鉄筋コンクリート造地下1階地上4階建て塔屋1階、延べ床面積約18,513m2、店舗面積約8,883m2（当社店舗面積約7,094m2）、駐車台数約500台。
三津富のショッピングセンター「レインボープラザ宇治」の各店舗として出店した。
店舗跡は2001年（平成13年）4月20日に近商ストア等の出店するレインボー小倉（商業施設）として新装開店した。
- 亀岡店（亀岡市追分町馬場通15-1[527]、1975年（昭和50年）11月22日開店[539] - 2022年（令和4年）10月31日閉店[540]）

延べ床面積14,933m2、売場面積9,918m2。
- （初代）長岡店（乙訓郡長岡町開田城の内[528]、1968年（昭和43年）10月開店[528]）

店舗面積約1,637m2
- （2代目）長岡店（長岡京市天神1-1-52[500]、1976年（昭和51年）11月開店[542]）

店舗面積約4,037m2。

### 大阪府

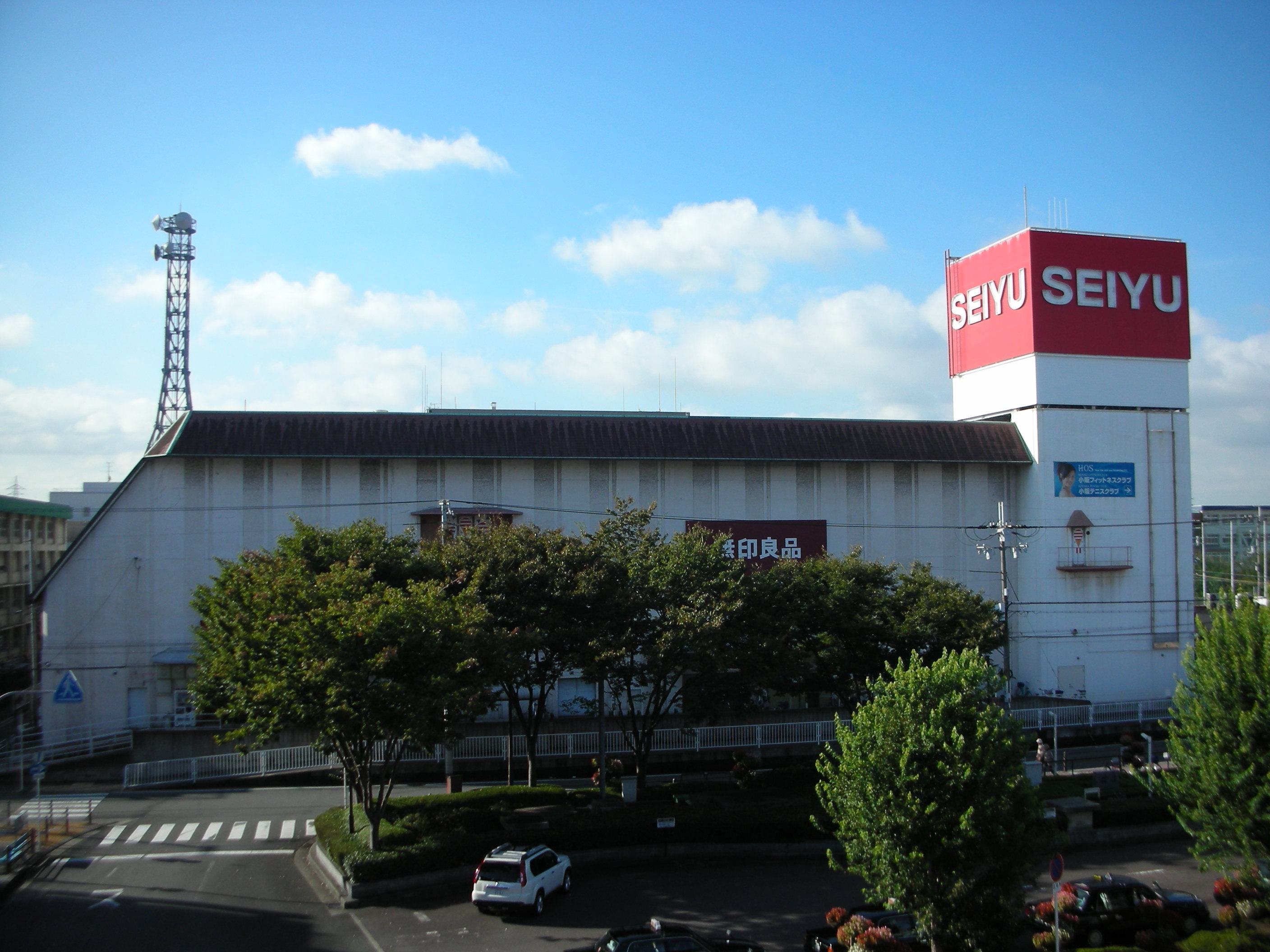
西友八戸ノ里店

- 粉浜店（大阪市住之江区・南海本線粉浜駅高架下、1984年（昭和59年）10月開店[543] - 2002年（平成14年）10月21日閉店）

店舗面積1,100m2
南海西友ストアー第4号店。
2002年（平成14年）11月にコノミヤが居抜きで出店
- 千里丘店（吹田市千里丘上6-30[156]、2000年（平成12年）7月13日開店[546] -?閉店）

敷地面積1700m2、平屋建て、延べ床面積1494m2、売場面積825m2、駐車台数約24台。
2000年（平成12年）3月31日に閉店した大阪北生活協同組合の「コープ千里丘」の店舗跡を改装して出店した。
- 高槻店（高槻市白梅町4-1[547]、1978年（昭和53年）11月開店[156]）

店舗面積1,490m2
西武百貨店高槻ショッピングセンターの南館4階に出店していたが、1995年（平成年）9月13日に新装開店した大規模改装の際に南館3階に移転した。
- 八戸ノ里店（東大阪市下小阪5-2-35[1]、1975年（昭和50年）9月12日開店[551] - 2015年（平成27年）4月30日閉店[552]）
地上4階建て[551]、店舗面積約5,880m2[551]、駐車台数約186台[1]。

天正第一ビルに出店していた。
- 八尾店（八尾市山城町2-1-7[1]、1974年（昭和49年）10月26日[553] - 1981年（昭和56年）5月閉店[554]）

店舗面積8,005m2。
- 八尾西武店（八尾市光町2-158・西武百貨店八尾店[555]、1981年（昭和56年）5月29日開店[555][556] - ?閉店） → 退店

店舗面積5,950m2。
- 富田林店（富田林市若松町1-5-15[557]、1972年（昭和47年）11月22日開店[557] - 1998年（平成10年）2月期閉店[8]）

敷地面積約5,940m2、鉄筋コンクリート造地上4階建て、延べ床面積約12,400m2、店舗面積約6,302m2（当社店舗面積約5,056m2）、駐車台数約450台。
ジャンボスクエア富田林の核店舗として出店していた
- 狭山ニュータウン店（南河内郡狭山町大野台二丁目[558]（現：大阪狭山市）、1975年（昭和50年）5月2日開店[559] - ?閉店）

南海ニュータウンの第一センターに出店していた南海西友ストアー第1号店。
2002年（平成14年）12月16日にコノミヤ狭山店が居抜きで出店
- 河内長野店（河内長野市本町24-11[562]、1989年（平成元年）4月20日開店[562] - 2009年（平成21年）3月8日閉店）

敷地面積約4,500m2、鉄骨鉄筋コンクリート造地下1階地上5階建て、延べ床面積約20,119.54m2、店舗面積約12,770m2（直営店舗面積約5,176m2）。
ノパティながの北館の核店舗として出店していた。
北館のうち半分以上を自社で所有していたが、2009年（平成21年）4月中旬に賃貸部分の契約が満了することに伴う交渉を打ち切り、契約を延長せずに閉店することになった。
- 新河内長野店（河内長野市西之山町5-20[156]、1994年（平成6年）9月開店[543] - 2010年（平成22年）5月31日閉店）

ジャンボスクエア河内長野（店舗面積10,909m2）の核店舗として出店していた
店舗面積7,703m2。
- 美加の台店（旧南海西友）
- 黒土店（堺市北区黒土町2323-1[156]、?開店 - 2006年（平成18年）1月31日閉店[広報 9]）

店舗面積2,160m2。
- 光明池店（堺市南区・泉北高速鉄道光明池駅前[565]、2001年（平成13年）1月16日開店[566] - 2009年3月31日閉店） → サンプラザ光明池店が出店[567]
- 羽衣店（高石市・南海本線羽衣駅構内、1978年（昭和53年）7月7日開店[568]）

鉄筋コンクリート造地上2階建て、延べ床面積約1,440m2。
羽衣駅橋上化に伴う跡地に建設された羽衣駅前商業ビル1階に「南海西友ストアー」として開店した。
- 高石店（高石市加茂1-21-22[1]・南海本線高石駅前、1979年（昭和54年）6月1日開店[569] - 2006年（平成18年）1月閉店）

店舗面積7,796m2、駐車台数約226台。
高石駅前再開発事業の核店舗として出店し、スポーツ・文化教室を併設していた。
2013年（平成25年）に関西スーパーが出店
- のぞみ野店 (和泉市いずみ野5-8-14[574]、2012年 (平成24年) 11月22日開店[574] - 2020年 (令和2年) 10月27日閉店[575])

店舗面積990m2、駐車台数70台

### 兵庫県
- 兵庫店（神戸市兵庫区羽坂通4-1[500]、1974年（昭和49年）11月開店[576] - 1996年（平成8年）2月期閉店[8]）

店舗面積1,884m2。
阪神・淡路大震災で被災した。
- パナ西友北六甲台店（西宮市北六甲台[65]、1987年（昭和62年）12月開店[65] - 1998年（平成10年）2月期閉店[8]）

店舗面積495m2。
阪神・淡路大震災で被災した。
- 宝塚西武店 → LIVIN宝塚店（宝塚市逆瀬川1-2-1[578][579]、1987年（昭和62年）3月12日開店[578][579] - 2006年（平成18年）6月30日閉店[広報 9]）

敷地面積約6,639m2、鉄骨鉄筋コンクリート造地下2階地上13階建て、延べ床面積約36,493m2、店舗面積約17,642m2（当社店舗面積約8,760m2）、駐車台数約250台。
宝塚市の事業として建設された逆瀬川駅南口の再開発ビル「アピア1（アピア逆瀬川）」核店舗として入居した。
阪神・淡路大震災で被災した。
1999年（平成11年）11月6日にLIVINに業態転換した後に、2006年（平成18年）6月30日閉店。
- 大久保店（明石市大久保町福田205[158][500][1]、1975年（昭和50年）4月26日開店[158] - 1998年（平成10年）2月期閉店[8]）

地上2階建て、店舗面積約4,573m2 → 約6,236m2 → 約8,315m2、駐車台数約500台。
富士ボウル跡へ出店した。
- 高砂店（高砂市高砂町栄町373[583]、1976年（昭和51年）3月6日開店[583][584] - 2015年（平成27年）12月31日閉店[585]）

敷地面積約6,639m2、西館・鉄骨鉄筋コンクリート造地上10階建て塔屋1階、東館・鉄骨鉄筋コンクリート造地上2階建て、南館・鉄骨鉄筋コンクリート造地上3階建て、延べ床面積約26,096m2、店舗面積約14,615m2（当社店舗面積約8,039m2）、駐車台数約800台。
サンモール高砂の核店舗として入居していた。
2014年（平成26年）12月時点では、当店は1階が食料品売り場で、2階が日用品売り場、3階が衣料品や家電製品の売り場となっていた。
山陽電鉄高砂駅にあった高砂市の「高砂地区再開発事業計画」が住民の反対運動で挫折したことから、三菱倉庫がその構想を引き継ぐ形で、三菱製紙高砂工場グラウンド跡地などを取得して開発した商業施設「サンモール高砂」の核店舗として出店した。
サンモール高砂は、日本では珍しいオープンモール形式の商業施設で、開業時には西友の他に55店舗の専門店が入居し、三菱倉庫グループのサンモールスイミングクラブや42戸の集合住宅「高砂ハイツ」も併設していた。
開業当初のサンモールは、加古川市や姫路市からも来店するなど3日間で合計約18万人を集めるなど高い集客力を持ち、週末などは駐車能力を超えるほど混雑した。
しかし、近隣に競合する商業施設が増加した影響を受けて来店客数や売上が落ち込み、2007年（平成19年）以降に閉鎖する不採算店舗候補の1つとなった。
ところが、改装を行っても黒字転換せず、2014年（平成26年）には来店客数が1日平均約2,500人まで減少し、客単価も高くないことも相まって年間約1億円の赤字が出ているとして閉店することになった。
高砂市などが営業継続を求めたものの、閉店を当初通告した2015年（平成27年）4月から同年末まで遅らせるのが限界として同年2月19日に高砂市に同年12月末での閉店を伝えた。
閉店決定後に複数のスーパーが出店を問い合わせたものの、店の面積や形の問題や立地面などを理由に見合わせたことから、後継店舗の決定は閉店に間に合わなかった。
そのため、当店閉店後は専門店は営業を続けるものの、2016年（平成28年）1月4日の初売りから核店舗抜きの営業に移行することになった。
その結果、当店の立地する高砂町内には他に食品スーパーがなく、65歳以上の高齢者率が30%を超えるため買い物難民が発生することが懸念されている。
なお、サンモールスイミングクラブは設備の老朽化を理由に、2015年（平成27年）3月17日に閉鎖された。
- 姫路西武店→リヴィン姫路店 (姫路市今宿2017-1[594]、1994年 (平成5年) 4月21日開店[594] - 2018年 (平成30年) 5月15日閉店[595])

敷地面積24,656.9m2、鉄筋コンクリート造地下1階・地上7階建て、延べ床面積58,457.2m2、店舗面積23,147m2（直営店舗面積11,842m2）、駐車台数約1,100台
ザ・モール姫路の核店舗「姫路西武」として開店した。
- 川西店（川西市栄町16-8、1974年（昭和49年）3月28日開店 - 2024年（令和6年）11月21日閉店）店舗面積8,066㎡、鉄筋コンクリート造地下1階・地上5階建て、提携駐車場が近隣にあり[598]
オープン当初は、川西市内で一番の高層建築物であり、当時阪急川西能勢口駅が地上駅であったこともあり、活気に満ちていた。
同店舗は、1984年（昭和59年）発生のグリコ森永事件、1995年（平成7年）阪神淡路大震災をそれぞれ経験するも、川西市内の代表的なスーパーとして経営し続けた。
2024年（令和6年）に50年以上の営業を終え、閉店となったが、店内に掲示された閉店のお知らせには再開発と記載がされており、閉店時の同店舗の店長の挨拶には「再度川西店をオープンする予定」との発言があったことから、店舗の老朽化もの兼ね合いなどから、再度同場所に開店する予定。[599]

### 奈良県
- 大和郡山店（大和郡山市南郡山町[600][601]、1980年（昭和55年）11月開店[601] - 2015年（平成27年）4月30日閉店[600]）

売り場面積は約7,800m2
近鉄郡山駅の近くに出店していた総合スーパーで、地下1階・地上5階建ての建物内に、斑鳩の風土に合わせて甍と土塀の色の外壁が採用されていた。
しかし、郊外型の大型店の進出で競争が激化して年間数億円の赤字が続いていたうえ、老朽化も進んでいたことから閉店することになった。
店舗跡の土地・建物は2015年（平成27年）6月16日に当社から大阪市に本社を置く「日本アシスト」に譲渡手続きが完了したことが大和郡山市に報告された。
「日本アシスト」は建物をそのまま活用し、地下1階に食品スーパーの松源が入るほか、複数のテナントを招致し、2015年（平成27年）11月25日に複合商業施設「アスモ大和郡山」として開業した。
- 西友ヤングストリート（大和郡山市[572]、1985年（昭和60年）3月開店[572]）

10代・20代向けのファッション専門館として開店した。

### 和歌山県
- 城山店（橋本市城山台2-11-1[607]、1982年（昭和57年）10月2日開店[608]）

林間田園都市駅の南東に広がる「南海橋本林間田園都市」の城山台地区の商業施設として出店した南海西友ストアー第4号店。
- 三石店

## 中国地方

### 山口県
- ザ・モール周南店（下松市大字末武下宇野町343-154[610]（現：下松市中央町21-3）、1993年（平成5年）11月5日開店[610] - 2018年（平成30年）5月15日閉店[611]）

敷地面積33,000m2、延べ床面積78,515m2、店舗面積28,620m2（直営店舗面積15,223m2）、駐車台数約2,000台。
2018年（平成30年）にイズミに譲渡され、改装を行って同年10月13日に「ゆめタウン下松」として全面開業した。

## 九州地方
2024年8月1日時点で営業していた全店舗はイズミ傘下のゆめマート熊本に売却され、西友は九州地方から撤退している。西友が運営していた「サニー」の閉店店舗は当該記事を参照。

### 福岡県
- 美野島店（福岡市博多区） → サニー美野島店

- 茶山店 → サニー茶山店（福岡市城南区、2000年（平成12年）開店[615]）

- 春日店（福岡県春日市春日5-17[616]、1997年（平成9年）3月20日開店[616]）

敷地面積49,282m2、延べ床面積56,661m2、店舗面積23,703m2。
- 平島店（- 2006年（平成18年）7月31日閉店[広報 9]）

店舗面積558m2。
・東志免店（志免町田富1-1-1、2000年（平成12年）8月10日開店-2002?月?日閉店 延べ床面積4998㎡、敷地面積10000㎡、売り場面積2304㎡）
- 志免店（志免町志免中央3-4-1[134]、1978年（昭和53年）7月開店[134] - 2015年（平成27年）4月末閉店[618]）

売り場面積は約6,761m2、延べ床面積は約10,185m2であった。
店舗は地上2階建て。建物は解体され、跡地にルミエール志免店が出店する。
- 小倉西武店[619] → ザ・モール小倉店[65]（北九州市小倉南区下曽根新町10番1号[543]、1995年（平成7年）4月22日開店[619] - 2015年（平成27年）8月31日閉店[620][621]）

住宅・都市整備公団などが進めた下曽根駅南口土地区画整理事業の一部に核店舗として出店。
ザ・モール小倉の開業時には準核店舗としてトイザらスが出店していたほか、地元事業者による専門店街も併設され、開業時には約150の専門店が出店していた。
近隣への大型商業施設の出店で業績が低迷したことから、ウォルマート・ストアーズが2014年（平成26年）秋に打ち出した西友の不採算店30店の閉店の対象となり、2015年（平成27年）8月31日に核店舗の西友が閉店することになった。これに伴い、専門店街部分も合わせて閉店した。
直営売り場面積は約13,150m2で、施設全体の売り場面積は約31,963m2であった。また、施設全体の敷地面積は約36,300m2で、延べ床面積は約81,717m2であった。
店舗跡地は2016年（平成28年）9月15日にサニーサイドモール小倉として開店した。

### 佐賀県
- 佐賀巨勢店（佐賀市巨勢町[624]、2003年3月21日開店[625] - 2010年（平成22年）10月15日閉店[624]）

「ウォルマート」提携後の初の出店となった店舗でウォルマートの持つノウハウを取り入れた売場づくりが行われた。
ミスターマックスと共に「モラージュ佐賀」の核店舗の一つとして出店していた。1階の食料品売り場と2階の衣料品売り場を展開していた。
2010年（平成22年）11月26日に食料品売り場の後継店舗として「ハイマート」が運営する食品スーパーの「フードウェイ」や輸入食品の「ジュピター」など出店したほか、格安衣料品店の「サンキ」やベビー用品や子ども服の「西松屋」が後継店舗として出店した。
- 佐賀店（佐賀市駅前中央1丁目4番16号、JR佐賀駅南口、1979年（昭和54年）11月開店[629][630] - 2018年3月31日閉店[629][630]）

敷地面積は約4,600m2（360台収容の駐車場を含む）。佐賀県内では初の東京資本による大型店舗の進出だった。
食料品から衣料、家電まで取り扱っていた大型店舗で、「無印良品」も出店していた。1996年には全国のグループ店に先がけて元日営業を開始している。
2000年の大規模小売店舗法廃止以降に出店した郊外型大規模店舗（ジャスコ佐賀大和店・モラージュ佐賀・ゆめタウン佐賀）との競合により売上が減少。建物の老朽化もあり、閉店が決まった。
建物は解体され、跡地にはコムボックス佐賀駅前が2020年6月20日に開業。

### 長崎県
- 諫早店（諫早市永昌東町2-1[633]、1982年（昭和57年）11月開店[262] - 2015年（平成27年）4月30日閉店[634][635]）

敷地面積は約3,385m2、地下1階・地上4階建て、延べ床面積約13.506m2、売り場面積約7,413m2。
JR諫早駅東口に隣接して出店していた。地上4階・地下1階建てで、生鮮食料品や日用品から衣服などまで総合的に取り扱う総合スーパーだった。店舗の照明は石井幹子が手掛け、1983年（昭和58年）1月10日に文化教室の「西友コミュニティ・カレッジ」を開設した。
- 道の尾店（長崎市葉山町537[637]、1975年（昭和50年）11月19日開店[189][638] - 2024年（令和6年）10月31日閉店）

鉄骨鉄筋コンクリート造地上3階建て塔屋1階、延べ床面積約7,900m2、売り場面積約5,220m2、駐車台数約346台。
長崎市北部の新興住宅街の一角に金納組が建設したビルに出店し、1階が食品で2階が衣料品、3階が家庭用品の売り場となった店舗として出店。
2024年（令和6年）8月1日にゆめマート熊本へ運営移管された後も西友ブランドを維持していたが、同年10月31日を以て西友としての営業を終了し、11月1日に「サニー道の尾店」に屋号変更された。
- 長崎駅店（長崎市尾上町1-1[641]、2000年（平成12年）9月21日開店[641] - 2025年 (令和7年) 1月31日閉店）

敷地面積約28,000m2、延べ床面積約59,000m2、SC店舗面積約23,000m2、駐車台数約800台。
1階に核店舗として出店した。
2025年 (令和7年) 2月1日より「サニー長崎駅店」に屋号変更した。

### 大分県
- 大分店（大分市府内町[643]、1974年（昭和49年）6月28日開店[119] - 1976年（昭和51年）12月24日閉店[644]） → 大分パルコ（1977年（昭和52年）4月29日開店[645] - 2011年（平成23年）1月31日閉店[643]）

日本銀行大分支店跡地を、トキハ・大分銀行・大分交通・大分合同新聞社・大分バス・大分放送などが出資する大分開発株式会社が買収して建設した大分開発ビルの7階までを利用して出店していた。
店舗跡は1977年（昭和52年）4月29日に大分パルコが開店したが、2011年（平成23年）1月31日で閉店。
2012年（平成24年）9月に店舗跡は大分開発から大分中村病院を運営する医療法人「恵愛会」に売却され、2013年（平成25年）7月7日から解体工事が開始されたが、2017年（平成29年）5月23日に移転を断念し、同年11月20日に大分市が買収した。
2019年（令和元年）9月7日に「祝祭の広場」となった。
- 大分パルコ店（大分市府内町1-1-1[653]、1977年（昭和52年）4月29日開店[653] - ?）

敷地面積約3,682m2、鉄筋コンクリート造地下2階地上7階建て、延べ床面積約24,244m2、店舗面積約11,820m2（直営店舗面積約3,000m2）、駐車台数約700台。

## 海外
- カバラマ店（ハワイホノルルDillingam Blvd.1199[654]、1957年（昭和32年）7月開店[655] - ?）

店舗面積約1,300m2。
- マキナニーアラモアナ店（ハワイホノルルアラモアナ大通り1450[656]、1962年（昭和37年）5月開店[655] - ?）

店舗面積約6,600m2。
1973年（昭和48年）4月にマキナニーを買収して出店したが、後に撤退した。
- マキナニーワイキキ店（ハワイホノルルカラカウア通り ロイヤルハワイアンセンター内[656]、1980年（昭和55年）6月開店[656] - ?）

店舗面積約3,250m2。
デューティーフリーショッパーズに譲渡した。
- ワイパフ店（ハワイワイパフFarrington Hwy.94-144[654]、1970年（昭和45年）10月開店[655] - ?）

店舗面積約11,800m2。
- ワード店（ハワイホノルルWard Ave.333[654]、?月開店 - ?）

店舗面積約9,900m2。
- カウアイ店（ハワイ、1981年（昭和56年）8月開店[655] - ?）

店舗面積約3,300m2。
- カネオヘ店（ハワイ州カネオヘ、1983年（昭和58年）7月開店[655] - ?）

店舗面積約2,970m2。
- グアム店（グアム島、1973年（昭和48年）開店[658]）

- ビットショップ（北京市、1988年（昭和63年）10月開店[655] - ?）

店舗面積約115m2。
- 北京西友華聯商厦（北京市通県[659]、1996年（平成8年）5月開店[659] - ?）

店舗面積約115m2。
地下1階地上7階建て、延べ床面積約27,000m2、店舗面積約11,820m2
西友が42%を出資し、中国側の通県工業品公司が40%、中商企業集団公司が18%を出資して「北京中商西友大厦有限公司」を設立した。
2000年（平成12年）7月に派遣していた総経理を引き揚げて事実上撤退した。

## 実現しなかった店舗
- 新潟店（新潟市・新潟駅南口第2地区再開発ビル[662]）
1988年（昭和63年）に売り場面積約17,800m2で結審し[663]、用地買収も進めていたが[664]、出店を撤回した[664]。
- 草加駅東口（草加市）
草加駅東口再開発事業の核店舗としての選考で権利者を対象とした第1位の支持を得ていたが、出店を辞退した[665]。その結果、草加駅東口再開発ビル「アコス」は丸井とイトーヨーカ堂を核店舗として1992年（平成4年）2月に開館した[665]。
- 川越駅東口（川越市）
川越駅東口再開発事業の核店舗としての出店を目指していたが1979年（昭和54年）5月に丸広百貨店が選定され[666]、1990年（平成2年）5月16日に「アトレマルヒロ」が開業した[667]。

- 柏ショッピングプラザ（柏市）

売り場面積は約26,400m2。
- 蓮根シティーフォーラム（東京都板橋区坂下3丁目[668]）

敷地面積約25,531.34m2、地下1階地上5階建て、延べ床面積約60,000m2、売り場面積は約27,435m2。
都営三田線蓮根駅北側の製菓工場コビト跡地への出店計画だったが、地元周辺の商店街の約9年間の反対運動で出店を断念した。
トヨタ自動車・本田技研工業・日産自動車・マツダ・富士重工業・ダイハツ工業・スズキ・三菱自動車工業・いすゞ自動車と提携して日本初のメーカーの枠を超えた総合自動車販売店となるカーフォーラムやOA機器販売のテクノフォーラムに加えて、テニスコート・プール・アスレチックなどを備えた総合スポーツ施設を併設する計画だった。
1990年（平成2年）8月に51階建て・高さ181mの超高層マンション「SEIYO蓮根プロジェクト」を発表したが、約5年間の住民などの反対運動で建設を断念した。
- 豊田店（豊田市陣中町[673]、1974年（昭和49年）12月開店予定[673]）

売り場面積は約12,540m2
- 南海本線泉大津駅前（泉大津市）

再開発事業の核テナントとして出店を予定していたが、1992年（平成4年）4月19日にダイエーが出店することが決定した。
- 桑名店（桑名市）

売り場面積約27,500m2。
桑名駅東口の再開発ビルへの出店計画だった。
- 久居店（久居市（現：津市））

売り場面積約7,500m2。
久居駅前の再開発ビルへの出店計画だった。
- 鳥取店（鳥取市）

敷地面積約1,700m2。
鳥取駅前の再開発地区の一角にある日ノ丸自動車の保有地への出店計画。